# 魔法紀錄 魔法少女小圓外傳
《魔法紀錄 魔法少女小圓外傳》，簡稱、魔法紀錄，是改編自電視動畫《魔法少女小圓》的对应智能手機的电子卡牌收集类角色扮演遊戲，由f4samurai製作、Aniplex營運，於2017年8月22日上線。延伸PC電腦遊戲版本於2019年4月8日上市。
目前所有版本均已結束營運，其中日文版遊戲於2024年7月31日關服。關服後玩家可在指定期限內透過更新遊戲程式來獲取離線鑑賞模式，裡面有可連接至新作《魔法少女小圓 Magia Exedra》的繼承碼。

## 概要
故事時序

《魔法少女小圓》
| 第1至11話            |  |
|                      |  |
| 最終話A與B-PART      |  |
|                      |  |
| ［魔獸篇］           |  |
|                      |  |
| 最終話C-PART         |  |
|                      |  |
| ［新篇］             |  |
|                      |  |
| 〈瓦爾普吉斯之迴天〉 |  |
|                      |  |

《魔法紀錄》
|  |  |  |  |
|  |  |  |  |
|  |  |  |  |
|  |  |  |  |
|  |  |  |  |
|  |  |  |  |
|  |  |  |  |
|  |  |  |  |
|  |  |  |  |

《魔法紀錄 魔法少女小圓外傳》是首播於2011年的電視動畫《魔法少女小圓》的系列外傳作品。本作最初發表於2016年9月22日「〜SHAFT40周年紀念〜MADOGATARI展」的東京TEPIA活動廳展場中，同年9月30日官方網站及官方Twitter上線。同年12月26日官網更新，釋出了主視覺設計。
翌年3月25日舉行的「AnimeJapan 2017」的舞台活動中，首度宣布本作於2017年5月上市。同年《Manga Time Kirara Miracle!》雜誌6月號的封底廣告也打出「5月中旬發表」的消息。然而，5月17日官方以「進一步提高遊戲品質」為由改至7月中旬發表，至7月28日宣佈再延至8月22日上市。玩家早期註冊（事前登錄）時間則確認為2016年9月30日至2017年8月21日止。
原作電視動畫製作人岩上敦宏解釋指「由於新動畫的製作需要更多時間」導致屢次延期。遊戲的製作班底涵蓋原作動畫主要陣容，包括有漫畫家蒼樹梅繪製了10名以上的新角色，劇團狗咖喱仍負責魔女設計等。此外，SHAFT公司也負責製作片頭動畫與魔法少女變身動畫。
迄上市一週年，本作數度成為日本市場手機遊戲銷售榜第1名，並衍生許多跨媒體作品。包括女子偶像團體平假名櫸坂46（現日向坂46）演出的真人舞台劇（2018年）、電視動畫（2020年）、音樂原聲帶等。大量合作企劃亦同時展開，以官方同人魔法少女小圓漫畫作品為首，包括外部作品《物語系列》、《魔法少女奈葉Detonation》及《Lycoris Recoil》等。2019年7月與CoCo壹番屋咖哩推出合作促銷活動。

### DMM平台
2019年4月8日，本作日文版透過DMM GAMES平台推出PC電腦遊戲版本（限Windows系統運作）。

### 海外代理
台港澳繁體中文版於2018年12月19日由小萌科技代理上市，與台灣So-net共同展開行銷推廣；2021年9月15日公告因代理合約調整，遊戲將於2021年12月24日停止營運，在遊戲停止營運前將提供於英文版相同的離線鑑賞模式。
美加地區英文版於2019年6月25日上市，於2020年10月30日停止營運。
bilibili於2018年8月5日宣佈代理簡體中文版，因“版号寒冬”而未能審核，經過2年的事前預約，最終於2020年8月6日獲得中國國家新聞出版署審批的進口網路遊戲許可，並在2020年10月13日正式開服；2022年8月8日於微博公告，因代理合約到期，決定於2022年10月12日起正式停止運營，遊戲停止營運前將提供於英文版相同的離線鑑賞模式。

## 遊戲系統

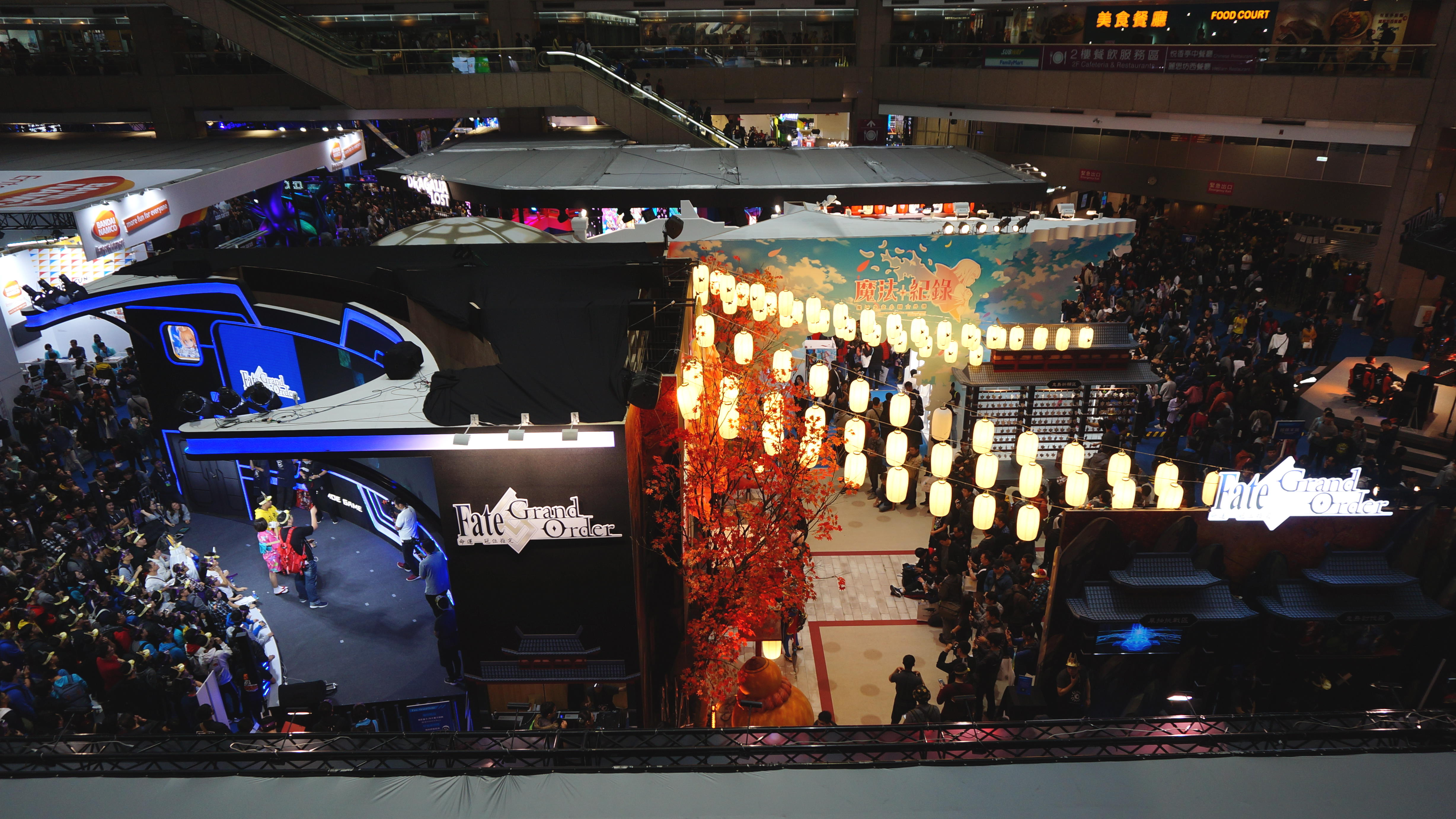
2019年台北國際電玩展世貿一館展區「魔法紀錄」攤位（右）。

《魔法紀錄 魔法少女小圓外傳》是一款透過「加強事件」或「轉蛋」機制獲得角色，並推進劇情或挑戰「鏡像」為主要內容的遊戲。
在遊戲過程中，須運用一些稱為AP和BP的點數。前者用於各種劇情和任務的推進，後者用於挑戰鏡像。這些點數，除了由時間累積或玩家等級上升來恢復，也有立即恢復的手段（道具）。此外，儘管AP的上限值會隨著玩家等級的增加而增加，但BP固定為5點。
在演出方面，其特點是採用Live 2D的可活動角色，每個角色都具有獨特、豐富的動作與專屬動畫。
整套系統可區分為幾大部份，依次是：「劇情」、「戰鬥」、「角色育成」、「鏡像」、「商店」、「轉蛋」。

## 劇情綱要

### 序幕
序幕　
見瀧原市的魔法少女曉美焰為改變好友鹿目圓終將迎接的悲慘命運，使用自己的「時間操作」魔法，反覆在相同的時間中作戰。
某天，一名神秘的少女突然邂逅小焰，她聲稱「如果想要改變命運，就到神濱市吧。因為此地的魔法少女都將得救」。面對這未曾發生的事態，小焰心中相當動搖，但也從中感覺到拯救小圓的可能性。

### 第1部《幸福的魔女篇》
各章節依次為：
第1章　（はじまりのいろは）
第2章　 （うわさの絶交ルール）
第3章　神濱傳聞檔案（神浜うわさファイル）
第4章　（ウワサの守り人）
第5章　（ひとりぼっちの最果て）
第6章　（真実を語る記憶）
第7章　（楽園行き覚醒前夜）
第8章　浸染虛偽的神濱（偽りに彩られ神浜）
第9章　Surround Fenthope（サラウンド・フェントホープ）
第10章　淺夢的黎明（浅き夢の暁）

### 第2部《集結的百禍篇》
各章節依次為：
序章　
第1章　前言和脚步声一同（前書きは靴音と一緒に）
第2章　微笑與火花（微笑みと火花）
第3章  內心常夜的黎明（内なる常夜の夜明け）
第4章  彼方的群青（彼方の群青）
第5章  （揺れて恋歌に霞む理想）
第6章  薄冰的存在價值（薄氷のレゾンデートル）
第7章 （トワイライト・レムナント）
第8章 殘夢中發芽的花（夢のなごりに芽吹く花）
第9章 閃耀微光的正機迷宮（光差す正機迷宮）
第10章 疾走的極端戀人（疾走ドラスティックラバー）
第11章 喜悅與悲傷的終幕流轉（喜びと悲しみの終幕流転）
第12章 締結永久的彩色（結ぶ永久の彩り）

## 登場角色
除了在本作初登場的原創魔法少女之外，原作《魔法少女小圓》的魔法少女、連載於原作專門漫畫雜誌《MANGA TIME KIRARA MAGICA》的外傳作品魔法少女也有登場。
角色在2024年7月31日遊戲結束營運時皆停止存在。

### 主要人物

#### 神濱市

##### 三日月莊
本作的主要角色。主線故事以三日月莊（みかづき荘）隊伍為中心依次展開。
環彩羽（聲：麻倉桃，角色設計：蒼樹梅）
屬性：光／類型：治癒／初始：1星
本作主角。為了確認反覆出現的奇妙的「夢」，尋找重要線索「小小丘比」而來到神濱市的魔法少女。15歲的初中三年級生，在討伐「不幸角杯的謠言」（ミザリーウォーターのウワサ）之後轉入神濱市立大學附屬學校就讀, 在此之前就讀於寶崎市立第一中學校。生日是8月22日。故事最初與父（聲：下鶴直幸）、母（聲：森澤芙美）、妹妹4人居住於寶崎市，因許願「治好妹妹的病」成為魔法少女，擅長用自己的時間回溯魔法治療他人的傷勢。
以前為了臥病在床的妹妹製作過各種菜色，因此擅長料理，但不擅長智慧型手機。無法順手地使用衛星導航，加上本人也是路痴因此時常迷路。來到神濱市之後逐漸習慣電子儀器。
造成本作的世界無法被圓環之理干涉的主因就是出在她身上，由於這個世界因她而產生了各種蝴蝶效應，導致圓環之理最終被隔絕在這個世界之外，一旦圓環之理強行對本作的世界進行干涉就有可能造成宇宙毀滅。
第二部結局中為了擴張自動淨化系統以及用自己的「回溯」之力讓成為謠言的魔法少女們回復原狀，和妹妹們在被稱為《魔法紀錄》的世界中收集魔法少女們的紀錄。但代價是四人從此消失在人間，受此影響普通人全都失去了關於彩羽、羽衣、燈花以及音夢的記憶。
在Puella Historia劇情中因彩羽為了獲得其他時代魔法少女的記錄期間受象徵的魔女干涉而在各個時代丟失了自身的“概念”昏迷不醒，同時陷入死亡的危機，幸而在各陣營的魔法少女協助下成功回收彩羽的概念，並在打倒象徵的魔女後與羽衣一起回到凡間，自此能夠自由進出現實世界及《魔法紀錄》。然而在遊戲結束營運前的最終劇情中彩羽和羽衣為了修正《魔法紀錄》的不穩定狀態而決定再次犠性自己，與燈花和音夢四人一起管理《魔法紀錄》，自此四人再度消失於人間，不過除了其他魔法少女以外包括她們親人在內的凡人並沒有因此而忘記四人的存在。
∞彩羽（聲：麻倉桃，角色設計：蒼樹梅）
屬性：光／類型：無限／初始：4星

七海八千代（聲：雨宮天，角色設計：蒼樹梅）
屬性：水／類型：平衡／初始：2星
19歲，神濱市立大學一年級生，擁有7年資歷的老練魔法少女。平時以時尚模特兒的身份活躍，一邊調查在神濱市蔓延的「傳言」。戰鬥經驗豐富，擁有壓倒性的絕對實力，公認的最強大的魔法少女。
因許願成為魔法少女，深信自己的魔法是「犧牲他人換取自己生存」，直到戰勝「神濱聖女」巴麻美才獲悉另有實情。
七海八千代（歷史ver.）（聲：雨宮天，角色設計：蒼樹梅）
屬性：水／類型：神秘／初始：4星
為了與象徵的魔女對決作為未來使者前往過去的八千代，受過去的魔法少女託付希望變化而成的形態。
由比鶴乃（聲：夏川椎菜，角色設計：蒼樹梅）
屬性：火／類型：魔法／初始：2星
自稱「最強魔法少女」。就讀神濱市立大學附屬學校的17歲高中二年級生。個性橫衝直撞，但腦筋靈活，是成績排名學年第一的優等生。符合「最強」這一目標的實力派人物，戰鬥力也獲得八千代的肯定。平時在父親（聲：增岡太郎）經營的中華料理店「萬萬歲」的擔任看板娘，幫助配膳和送菜工作。
由比家曾是當地的名門，店舖也曾是名店，十分尊敬家族黃金時代的祖父與曾祖父。為了阻止母親的家族染指由比家的遺產，許願「抽中樂透最大獎」成為魔法少女。然而，即使得到高額獎金，也未能改變由比家的沒落，自此萌生「若自己成為最強魔法少女，就能解決金錢與家人的問題」的想法。
謠言鶴乃（聲：夏川椎菜，角色設計：蒼樹梅）
屬性：火／類型：攻擊／初始：3星
與融合後的型態。
深月菲莉西亞（聲：佐倉綾音，角色設計：蒼樹梅）
屬性：闇／類型：攻擊／初始：2星
以傭兵為業的神濱市魔法少女。就讀於中央學園的13歲初中一年級生。喜愛少年漫畫，言詞粗暴。身為魔法少女的戰鬥力十分扎實，但因性格粗野、言行自私，令她在魔法少女之間評價欠佳。
因某次意外致父母雙亡，許願「希望現在的事從未發生過」成為魔法少女，令自身產生「父母被魔女殺害」的記憶，開始憎恨魔女。
二葉紗奈（聲：小倉唯，角色設計：蒼樹梅）
屬性：木／類型：防禦／初始：2星
缺乏自信心的魔法少女。隸屬於水名女子學園的14歲初中二年級生。生父在懂事前病逝，隨著再婚的母親（聲：岡田幸子）與繼父（聲：小林康介）、義兄（聲：渡邊紘）、義弟（聲：美坂朱音）住在一起，無法適應繼父家的精英主義思維。因感到沒有容身之地，許願「想變得透明」，一心成為不被注意到的普通人。
成為魔法少女之後，一度希望在「無名人工智慧的謠言」（名無し人工知能のウワサ）的結界內安身，但被結界主人告誡後，與環彩羽一起回到外面的世界。嗜好是中世紀刑具。
環羽衣（聲：石見舞菜香，角色設計：蒼樹梅）
屬性：闇／類型：平衡／初始：4星
環彩羽的妹妹，11歲。以前因某種疾病入住「里見醫院」，與燈花及音夢一同度過住院生活。因環彩羽的許願痊癒後，為實現燈花設計的「自動淨化系統」成為魔法少女，獲得固有魔法「回收」。惟其後能力失控引發一連串嚴重異常事態，最終成為故事開始時「不存在的存在」，從人們的記憶中消失。主線故事第1部的最後黑幕。
恢復原狀後，與姊姊環彩羽一同就讀神濱市立大學附屬學校。

##### 桃子的隊伍
十咎桃子（聲：小松未可子，角色設計：蒼樹梅）
屬性：火／類型：平衡／初始：4星
就讀於神濱市大附屬學校的16歲高中一年生。在男性手足的圍繞下成長，養成了大姐姐的性格與坦率的個性。雖然擁有公認的男性化作風，但骨子裡也有纖細而膽小的一面。一如同齡少女喜歡可愛的東西，也熱衷參與女性偶像的粉絲活動。
以前曾與八千代、鶴乃等人一同行動，但在梅露犧牲後脫隊。現在是秋野、水波3人小隊的隊長。與「調整屋」八雲美玉交情匪淺，有時會以聽取諮詢取代付費。
儘管戰鬥力很高，但經常在關鍵時失誤，本身也時常感嘆「錯過時機」。因許願「想擁有向喜歡的人告白的勇氣」成為魔法少女，但因錯過時機在告白前就失戀了。
秋野楓（聲：大橋彩香，角色設計：蒼樹梅）
屬性：木／類型：魔法／初始：3星
就讀於神濱市大附屬學校的14歲初中二年生。膽小怯戰但替人著想的少女。為了保護被自然環境圍繞的家，許願「破壞環境的公寓建案消失」成為魔法少女。
在電視動畫版，得知魔法少女的真相後加入Magius之翼，成為一名黑羽毛，並試圖拉攏桃子和玲奈入夥。然而在知道Magius的真相後，與玲奈試圖逃離渺望之館並與同時潛入進去的彩羽和黑江相遇，結果由於先前過於頻繁使用魔女化身，導致其暴走並被吞噬而失去人性，因此現在被美玉隔離在魔女化身症患者隔離設施。
水波玲奈（聲：石原夏織，角色設計：蒼樹梅）
屬性：水／類型：攻擊／初始：4星
就讀於神濱市大附屬學校的15歲初中三年生。以傲嬌掩飾懦弱的性格，常因小事與他人爭吵，總是依賴桃子的調停。
因無法與他人建立良好關係感到自卑，許願「想變成別人」成為魔法少女。狂熱的女性偶像追星族，由於共同的愛好與憧憬，對桃子懷有特殊的感情。
在電視動畫版，被秋野楓勸誘加入Magius之翼，試圖脫離時遭到黑羽毛包圍，被迫加入成為黑羽毛，在得知真相後試圖與楓一起逃離別館，並遇到了潛入的彩羽一行人，結果目睹楓因魔女化身症而失去人性。

##### Magius之翼（マギウスの翼）
在主線故事第1部，與環彩羽一行人對立的魔法少女集團。詳見#組織、團體。
阿莉娜·格雷（聲：竹達彩奈，角色設計：蒼樹梅）
屬性：木／類型：攻擊／初始：4星
Magius之一。年僅16歲就獲獎無數的天才藝術家，說著一口混雜英語的日語。就讀榮綜合學園，隸屬於美術社，十分照顧同為魔法少女的學妹御園花凜。
藝術家生涯陷入低潮時遇見丘比，許願「想要不被任何人打擾的工作室」成為魔法少女。擺脫低潮期後，被魔女結界與魔女吸引，尋思運用「新素材」創造藝術品。主線第1部第10章的大戰後下落不明，在第二部一章結尾再度登場，但已經是失憶狀態，只對花凜有些許印象，並爲了尋找自己的記憶而多次前往鏡屋。後來得知鏡之魔女的人格瀨奈御琴依附在阿莉娜身上，而御琴亦認為阿莉娜與自己一樣有著毀滅掉一切的慾望，因此在第二部後期御琴積極地遊說阿莉娜一起毀滅世界。然而最後在魔法少女們跟鏡之魔女戰鬥期間阿莉娜發現了人類掙扎求存的美，因此轉而幫助彩羽等人對付鏡之魔女。此後開始在海外活動。
聖母阿莉娜（聲：竹達彩奈，角色設計：f4samurai、劇團狗咖喱（泥犬））
屬性：木／類型：攻擊／初始：4星
為了回收謠言的能量，並把神濱市化為死亡藝術，阿莉娜依憑毛皮神的謠言（毛皮神のウワサ）的新形態。主線第1部第10章登場。
里見燈花（聲：釘宮理惠，角色設計：蒼樹梅）
屬性：火／類型：魔法／初始：4星
Magius之一，魔女化身系統（Doppel）的創造者。年僅11歲的資優小學生，「里見醫院」院長的千金，與柊音夢住在同一病房。就讀貴族名校聖莉莉安娜學園。
篤信科學根據的現實主義者，性格自負，住院時常因細故與想像力豐富的音夢爭吵，每次都依賴環姊妹仲裁。
為了拯救魔法少女環彩羽免於魔女化的悲運，設計出「自動淨化系統」。許願取得丘比的「能量轉換能力」成為魔法少女，結果卻導致環羽衣與世界隔離，完全喪失與彩羽相處的記憶。在Magius之翼事件後，為了將「自動淨化系統」擴展至全世界而努力著。目前與彩羽、羽衣和音夢一起管理《魔法紀錄》。
柊音夢（聲：諸星堇，角色設計：蒼樹梅）
屬性：木／類型：支援／初始：4星
Magius之一，謠言（ウワサ）的主要創造者。年僅11歲的高智商小學生，與燈花、羽衣一同住院。擁有小說家志向的文學少女。就讀參京院教育學園。
為了實現燈花設計的「自動淨化系統」，許願取得丘比的「具現化能力」成為魔法少女。與燈花相同，完全喪失與彩羽相處的記憶。在聖母阿莉娜一役遭受重創，性命垂危，留下雙腳癱瘓的後遺症。目前與彩羽、羽衣和燈花一起管理《魔法紀錄》。
動畫版則似乎還擁有跟彩羽相處的記憶，因此委託黑江去尋找萬年櫻之謠並保護彩羽。
梓美冬（聲：中原麻衣，角色設計：蒼樹梅）
屬性：闇／類型：支援／初始：4星
隸屬於Magius之翼，是連接Magius與Magius轄下羽毛的中間管理層。羽毛們的統籌者，深受眾人信賴。雖然認同Magius的理念，但對於Magius的激進手段也感到懷疑。
出身水名區望族，對日復一日的練習感到疲憊時遇見丘比，許願「想成為普通的女孩子」成為魔法少女。與八千代是青梅竹馬，關係密切，但因一年前的慘劇選擇脫隊。身為水名女子學園的校友，加入Magius之翼之前就與天音月夜往來密切。在Magius之翼事件後，為了考進藥學院頻繁出入里見家。
天音月夜／明槻月夜（聲：内田真禮）
屬性：闇／類型：平衡／初始：4星
Magius之翼的幹部「白羽毛」之一。月咲的雙胞胎姐姐，17歲，信條是「努力和忍耐和月咲不會背叛我」。招牌是大家閨秀的用語與沉著的表情。就讀水名女子學園，擔任古箏社社長。
本名明槻月夜。父母在年幼時離婚，月夜被母親一方的「明槻家」領養，接受外祖母的嚴格教育。妹妹月咲歸屬父親，被培育為「天音竹工房」的女助手。兩人起初不知道彼此的身份，但一見如故結為摯友，其後由於成長環境導致的價值觀差異，屢有衝突。兩人因而許願「永不討厭彼此」成為魔法少女。
天音月咲（聲：内田彩）
屬性：光／類型：魔法／初始：4星
Magius之翼的幹部「白羽毛」之一。月夜的雙胞胎妹妹，17歲，信條是「努力和忍耐和月夜不會背叛我」。招牌是朝氣蓬勃的明亮語調與面帶笑容。就讀工匠學舍。
觀鳥令（聲：河瀨茉希，角色設計：凪良）
屬性：火／類型：攻擊／初始：3星
Magius之翼的幹部「白羽毛」之一。15歲，就讀南凪自由學園，本身也是校刊觀鳥報的記者，喜歡攝影與散播八卦新聞，自己也曾幫助剛轉學過來的柊櫻子適應校園生活，並成為櫻子在學校交到的第一個朋友。主線第二部成為了主要配角之一，並時常與前輩都雛乃行動。本身是大東區出身的，所以在Magius之翼時期不明白身為東區領頭人的十七夜為何不認同自己的祈願。
在第二部四章與眾人攻擊血盟在神濱的據點時遭到笠音青誤擊碎靈魂寶石而死亡，成為主線第一位死去的魔法少女。
牧野郁美（聲：木野日菜，角色設計：植田亮）
屬性：闇／類型：治療／初始：4星
Magius之翼的黑羽毛之一。跟觀鳥令搭檔，一個在女僕咖啡廳擔任女僕服務生的19歲少女，在其年齡下有著一副可愛的娃娃臉。因此在在工作的咖啡廳常擺出一些招牌動作希望來積累名聲，但卻無意間成了搞笑型角色。過去曾是榮綜合學園的學生，Magius之翼結束後常常去探望學妹花凜。
在主線第二部第六章被二木市逼困到鏡層結界內，並被鏡之魔女圍困，為了能讓其他神濱魔法聯盟的夥伴安然逃離，強制自己跟心魔石結合來親自對付鏡之魔女，雖然成功掩護眾人逃離但也導致自己得靈魂寶石碎裂而死，成為主線第二位死去的魔法少女。
黑江（聲：花澤香菜，角色設計：蒼樹梅）
屬性：闇／類型：支援／初始：4星
動畫原創角色，後來在遊戲內實裝。居住在寶崎市的魔法少女。曾与彩羽一同和魔女交战，但两人的关系也仅限于定期交换情报的程度。遊戲內則是在加入Magius之翼後才在神濱市與彩羽相識。对于拼上性命战斗感到害怕，希望有人能把自己从魔法少女的命运当中拯救出来。从梦中得知“想要实现的愿望就来神滨市”的消息，並在一次讨伐出现魔女与彩羽偶然進入神濱市西部區域，被作為西部區域領袖的八千代让她们不要未经允许越过守备区域，否则当作敌对行为便打发她们回去。
成為魔法少女的願望是“希望能和喜歡的人交往”，動畫第一季最終話再次登場時已成為Magius之翼的一名黑羽毛。
在第二季則受音夢委託去尋找萬年櫻之謠和彩羽。

##### Neo-Magius（ネオマギウス）
在主線故事第2部登場的魔法少女集團。詳見#組織、團體。
藍家姬奈（聲：首藤志奈）
14歲，就讀於神濱未來學院，在Neo-Magius陷入低潮時出現，並聲稱要帶領Neo-Magius崛起的魔法少女，然而開始帶領後就冷落了原先領隊的時雨和育夢並企圖利用二人讓神濱東西區再度起爭執，總是擺出一副詭異的笑容。本人不被家庭在乎，甚至在故鄉也被稱作異類，不過卻跟一個叫彥的少年有很深的戀愛關係，然而彥卻因為外人處處打壓兩人的戀情，為了不連累姬奈而自盡，因此姬奈許願讓已經死去的彥在自己頭腦里存活，而這也導致了姬奈擁有自己和彥的雙重人。在一系列的變故之下，讓姬奈開始奢望一個讓魔法少女凌駕於一切的世界，而她的一系列主張和魅力也讓和泉十七夜、八雲美玉、時女靜香、笠音青一度投奔至新生Magius旗下。在第二部第十章與神濱魔法聯盟等人作最終對決時被逼上絕路，打算透過魔女化自盡前被栗栖亞麗珊卓所救。
神樂燦（聲：菲魯茲·藍）
原Magius之翼的白羽毛與渺望別館的統籌教官，出身自寶崎並就讀寶崎市立光塚中等教育學校，受姬奈親自所託加入Neo-Magius，由於本人相當足智多謀，因此現在是組織的智囊
遊狩美由利（聲：飯田光）
原Magius之翼的黑羽毛，來自寶崎市，神樂燦的副手。被神樂燦稱作自己的秘密武器，而本人也對神樂燦相當忠誠與癡迷。
宮尾時雨（聲：鬼頭明里，角色設計：蒼樹梅）
屬性：木／類型：支援／初始：4星
原Magius之翼的黑羽毛。就讀工匠學舍的中學生。擁有自己不如周遭眾人的強烈意識，受到丘比一席「成為魔法少女的人是特殊的天選之人」的說法所吸引，覺得自己得到力量變強後，也會改變周遭的評價，因此許願「母親不會遭遇不幸」成為魔法少女。然而，身為魔法少女的實力很低，且周遭的評價也完全沒變，故開始依賴里見燈花曾提出的「魔法少女至上主義」。
安積育夢（聲：高柳知葉，角色設計：蒼樹梅）
屬性：火／類型：攻擊／初始：4星
原Magius之翼的黑羽毛。就讀大東學園的高中生。擔任黑羽毛時結識時雨，常被稱為。為實現「魔法少女至上主義」與時雨一同行動著。

##### 其他神濱市人物
八雲美玉（聲：堀江由衣）
屬性：無／類型：支援／初始：4星
在神濱市經營「調整屋」的魔法少女，就讀大東學園的17歲高中二年級生。擁有透過「觸摸」注入其他魔力、引出魔法少女潛能的能力，市内的魔法少女稱其為「調整師」（調整屋さん）。曾使用能力改變曉美焰與佐倉杏子的魔法少女服（變成泳裝）。除了本業，也推動不同隊伍間的魔法少女交流活動，在魔女、使魔特別強大的神濱市，八雲與調整屋是不可或缺的存在。然而，其自身魔力、戰鬥力皆相當低，調整屋設置在連魔女、使魔都不怎麼靠近的廢墟裡。
以前曾是水名女子學園初中部的特待生，但因在學期間發生的事故，不得不自主退學，返回出身地的大東學園就讀。於此同時，被抹除「水名出身」的身份，並聽聞大東被譏為「一片狼藉的沒落區」的八雲，開始對神濱產生厭惡之情，許願「想成為毀滅神濱的存在」成為魔法少女。其後，她得到一名被稱為「老師」的莉薇婭的教導，掌握了調節其他魔法少女能力的技術。後來目睹妹妹美影遭受小孩們的歧視和欺壓後徹底絕望，再次燃起對神濱的仇恨，一度退出神濱魔法聯盟轉而加入新生Magius。在妹妹美影聯合東西地區的人們發起團結一心大作戰後放下仇恨，但在與心魔融合下被悲傷所籠蓋，打算與十七夜兩人到海邊魔女化。幸而最終被莉薇婭所救，在得知其同樣有著悲慘過去後下定決心活下去。
雪野加奈惠（聲： 森奈奈子，角色設計：NOCO）
屬性：闇／類型：平衡／初始：4星
過去曾與八千代和美冬組隊活動的魔法少女。因靈魂寶石不慎破碎，於戰鬥中陣亡。
生前就讀榮综合學園高中一年級，隸屬輕音樂社，興趣是為吉他作曲。自小學開始就因眼神兇惡常被找麻煩，過著天天打架的日子。在幫助被不良少年包圍的學妹解圍時遇見丘比，許願「摧毀不良少年團伙」成為魔法少女。
安名梅露（聲：高尾奏音，角色設計：katsutake）
屬性：木／類型：支援／初始：3星
過去曾與八千代、美冬、鶴乃和桃子組隊活動的魔法少女。因靈魂寶石累積過多污穢，於戰鬥中魔女化並死亡。
生前就讀大東學園初中二年級。興趣是占卜，許願「成為一名出色的占卜师」成為魔法少女。擁有占卜絕對準確的能力，但因「占卜結果強制改寫未來」的可能性很高，被八千代下達了禁止占卜令。
和泉十七夜
屬性：光／類型：攻擊／初始：4星
領導東神濱的魔法少女，就讀大東學園的18歲高中三年級生。曾與八千代搶奪地盤的實力派人物。為了補貼家用在女僕咖啡廳打工，被稱為（女僕十七）。
熱愛自己出身的大東區，為了得到在其他地區改善待遇的機會，許願「想知道神濱市民討厭大東區的理由」成為魔法少女。結果得知歧視從無明確的道理，決心總有一天要親手毀滅神濱市，創造出更好的地方。本期待歧視的情況會在下一代能有所改善，但後來發現到歧視早就已經灌輸到年幼的下一代而感到失望透頂，決意與美玉一度退出了神濱魔法聯盟轉而加入新生Magius。在美影聯合東西地區的人們發起團結一心大作戰後受弟弟的話影響而放棄激進手段，但在與心魔融合下被悲傷所籠蓋，打算與白雲兩人到海邊魔女化。幸而最終被莉薇婭所救，在得知其同樣有著悲慘過去後下定決心活下去。
萬年櫻的謠言／柊櫻子（聲：鈴木實里，角色設計：藤原）
屬性：光／類型：平衡／初始：4星
「當彩羽、羽衣、燈花、音夢4人齊聚時就會盛開」的謠言，由環彩羽創造，外表是17歲的少女。在Magius之翼事件結束後，化名「柊櫻子」開始進入南凪自由學園。
能以魔法少女的型態作戰，但身體能力與普通人無異。本質不是魔法少女，沒有靈魂寶石。
都雛乃（聲：朝日奈丸佳，角色設計：GENJIN）
屬性：木／類型：支援／初始：2星
神濱中部及南部的魔法少女靈魂人物，18歲就讀於南凪自由學圓的高中三年級生，也是學校的化學部部長。由於身高矮小，因此常常被誤認為是小學生，也讓自己十分沒男人緣。本身也是個有五年多的資歷的魔法少女老將，所以對魔法少女後輩十分照顧（尤其是對自己十分執著的木崎衣美里），目前是神濱魔法聯盟的核心人物之一，然而在經歷令跟郁美接二連三的死亡打擊後，心靈受創，一度決定退出神濱魔法聯盟。
木崎衣美里（聲：鬼頭明里，角色設計：ニャン☆ぷぅ（NYAN☆Puu））
屬性：闇／類型：支援／初始：2星
以「最強的可愛」為目標的腹黑小惡魔系魔法少女。用「偶」（あーし）稱呼自己。明朗無畏的個性，即使初次見面也會給對方起上暱稱，刷刷地縮短兩人之間的距離，不知不覺間嗖地溜進對方懷中。
御園花凜（聲：金元壽子，角色設計：蒼樹梅）
屬性：火／類型：支援／初始：4星
14歲，就讀榮綜合學園中學二年級，阿莉娜·格雷的學妹，也是她唯一會真心善良對待的人。喜歡閱讀及創作漫畫，由於很仰慕魔幻希凜，因此曾經以怪盜花凜之名去偷竊別人的悲歎之種並送給實力比較弱的魔法少女。雖然常常受阿莉娜照顧，但並不知道阿莉娜的本性以及身為Magius的身分，因此知道真相後受到不小的打擊。由於在尋找阿莉娜的過程被二木市的大庭樹里襲擊重傷，住院期間也巧遇了同樣入院的阿莉娜。
八雲美影（聲：進藤天音，角色設計：ぷにゃん）
屬性：闇／類型：支援／初始：4星
美玉的妹妹，就讀於大東學院的12歲小學生，跟姐姐美玉相當親近，也常常為了姐姐與他人起衝突。得知姐姐許下的願望後，許願「守護神濱市」成為魔法少女，希望能消除姐姐對神濱的怨恨。後來因為神濱東區受歧視、欺壓和不公平待遇變得更加嚴重，加上美影受到的對待使美玉心中的仇恨死灰復燃，決心要毀滅神濱並要神濱市的市民得到應得的懲罰，加入新生Magius，從此與美影和神濱魔法聯盟分道揚鑣，讓美影十分傷心。
瀨奈御琴（聲：本渡楓）
屬性：無／類型：支援／初始：4星
就讀於大東學院，更紗帆奈的好友。本人已魔女化，為鏡之魔女的前身，但其人格依然存在，並先後依附在帆奈和阿蓮娜的身上。由於生前的悲慘生活令其性格上有些扭曲，並希望毀滅一切。

#### 見瀧原市
來自原作電視動畫《魔法少女小圓》的登場人物。
鹿目圓（聲：悠木碧，角色設計：蒼樹梅）
屬性：光／類型：治癒／初始：4星
《魔法少女小圓》的主角。
見瀧原中學的14歲初中二年生，擁有罕見資質的魔法少女。在《魔法紀錄》為尋找失蹤的學姐巴麻美還到神濱市，邂逅環彩羽，逐步加深友誼。
究極圓（聲：悠木碧，角色設計：蒼樹梅）
屬性：光／類型：究極／初始：4星
鹿目圓成為守護魔法少女們的概念的姿態。與魔法少女不同，沒有靈魂寶石。
由於環彩羽在本作引起的一系列蝴蝶效應，導致她無法干涉本作的世界，不過雖然本體無法現身但還是能派遣諸如百江渚之類的使者進入本作的世界中。
曉美焰 眼鏡ver.（聲：齋藤千和，角色設計：蒼樹梅）
屬性：闇／類型：支援／初始：4星
《魔法紀錄》時間軸的曉美焰。見瀧原中學的14歲初中二年生，招牌是麻花辮髮型與紅框眼鏡。為了拯救小圓，反覆利用固有魔法回溯時間。因一名神秘少女傳遞的資訊，開始對神濱市發生的現象產生興趣。
美樹沙耶香（聲：喜多村英梨，角色設計：蒼樹梅）
屬性：水／類型：防禦／初始：4星
見瀧原中學的14歲初中二年生，擁有強烈正義感的少女。在《魔法紀錄》是締約未幾的新人魔法少女。與小圓、小焰、麻美組隊行動，非常尊敬麻美。為了尋找行蹤不明的麻美，3人一同前往神濱市。
巴麻美（聲：水橋香織，角色設計：蒼樹梅）
屬性：木／類型：魔法／初始：4星
見瀧原中學的15歲初中三年生。見瀧原市的老練魔法少女，與小圓等人組隊行動。正義感與責任感俱強，也很為朋友著想。曾與佐倉杏子一同戰鬥，散夥後仍關心著她。
實力極其高強，即使在兇惡魔女横行的神濱也不依靠「調整屋」。曾單人擊退複數的魔女、獨自將8名魔法少女打成重傷。在神濱締造了「彷彿怪物般強大」的傳說。
聖女麻美（聲：水橋香織，角色設計：劇團狗咖喱（泥犬））
屬性：木／類型：攻擊／初始：4星
被「神濱聖女的謠言」（神浜聖女のウワサ）依憑的姿態。主線第1部第6章登場，為實現Magius提出的救濟而行動著。
佐倉杏子（聲：野中藍，角色設計：蒼樹梅）
屬性：火／類型：攻擊／初始：4星
活躍於風見野市的魔法少女。因過去的貧困與飢餓的經歷，擁有珍惜食物的意識與自私果斷的價值觀。曾與魔法少女的師傅巴麻美一同行動，但因理念不同而散夥，現在獨自行動。
百江渚（聲：阿澄佳奈，角色設計：蒼樹梅）
屬性：暗／類型：圓環魔法／初始：4星
本作登場的百江渚為圓環之理派遣到神濱市進行調查的神使。

#### 霧峰村
在主線故事第2部的支線故事《深碧之巫》登場的魔法少女集團。詳見#組織、團體的「時女一族」。
時女靜香（聲：內田秀，角色設計：蒼樹梅）
時女一族本家出身。世代相傳的劍技流派「時女一心流」的使者。未曾離開村落，不知道智慧型手機等文明機器等，不諳世事，因此在得知外面世界的險惡以及知道旭在故鄉湯之國市遭到的一系列虐待後，因此後期意然決然的加入新生Magius。後來在同伴的開導下才回歸。
廣江千春（聲：相良茉優，角色設計：蒼樹梅）
屬性：木／類型：防禦／初始：4星
時女村落的神子柴家的後裔。原本在松宫市定居，與時女一族素無瓜葛。但某次應村落之邀，為查出警視廳掩蓋的防衛省職員醜聞而成為魔法少女。具有強大的惡意感知能力，能用嗅覺捕捉壞人。
在村子脫離魔女結界後，為了找尋防止魔女化的方法，決定與靜香、沙緒前往神濱市。
土岐沙緒（聲：大西亞玖璃，角色設計：蒼樹梅）
屬性：水／類型：治癒／初始：4星
時女分家出身的魔法少女，为了解決父母的煩惱而成為「巫」。在響應村落的要求前就成為魔法少女，因此激怒神子柴，雙親成為人質。相繼殺害大量的少女，倍受罪惡感折磨。
南津涼子（聲：戶松雪菜，角色設計：あずーる）
屬性：火／類型：平衡／初始：4星
17歲就讀南芷自由學園的高中生，時女一族於神濱近郊的族人，從小父母雙亡，而由作為靜安寺住持的祖父撫養長大。為了支持本家而來到市區支援靜香三人。

#### 二木市
在主線故事第2部的支線故事《Crimson Resolve～深紅的決斷～》登場的魔法少女集團。詳見#組織、團體的「PROMISED BLOOD」。
紅晴結菜（聲：涼本秋穗，角色設計：蒼樹梅）
PROMISED BLOOD的長女。虎屋町的魔法少女的领袖。二木市長的千金，平时是虎屋町學園的學生會長。與慢悠悠的語調相反，是一位相当厲害的策士，擁有「虎屋町之牙」的别名。自從親眼目睹「前辈」的魔女化之後就開始了「丘比狩獵」，並揭開魔法少女之間對抗的序幕。得知對抗的契機－即魔女枯竭的原因、Magius組織以及神濱市的魔法少女的事情後，執著於向神濱市報仇。第二部第七章與神濱魔法聯盟作最終對決期間與心魔融合失去理性，後被彩羽所救，兩人交心後結菜決定停戰，並放棄向神濱市報復。
大庭樹里（聲：松本花雪，角色設計：蒼樹梅）
PROMISED BLOOD的次女。龍崎地區的魔法少女的領導者，有「龍崎之火」的别名。由於急性子的性格、討厭計略和手工藝品，被結菜稱為「用力量和恐怖控制隊伍」的人，但意外地被深深信賴。經常使用與火有關的措辞。過去曾輸給結菜成為其部下，為了消除當初的屈辱執著於打敗結菜。在二木市的對抗風波後收起了敵意。
笠音青（聲：天野聰美，角色設計：蒼樹梅）
屬性：水／類型：支援／初始：4星
PROMISED BLOOD的三女。弱小魔法少女集團「蛇之宮」的领导人，有「蛇之宮的毒」的别名。自己也有其他魔法少女榨取的过去，執著於打倒仇人，在與神濱魔法聯盟一系列的衝突中誤殺了觀鳥令，之後又一直不被結菜與樹理關切。加上自己持有的心魔在一次融合後持續腐蝕自己的心靈，因此徹底萌生了要成為超越結菜跟樹里的存在，為了實現目的因而後期脫離PROMISED BLOOD轉而加入新生Magius。後來結菜和樹里等人潛入青被心魔控制的內心世界，並在13年間將青作為“女兒”養育，以修復其心靈。
煌里光（聲：和泉風花，角色設計：蒼樹梅）
屬性：光／類型：支援／初始：4星
隸屬於虎屋町的魔法少女。有著較深的魔法少女資歷，近期搬遷至二木市。為了無法熱衷於一件事感到苦惱，許願「想要自己熱衷的東西」成為魔法少女。人稱「虎屋町的馬」，效力於紅晴結菜，並對她誓死效忠。
智珠蘭華（聲：幸村惠理，角色設計：がおう）
屬性：火／類型：攻擊／初始：3星
PROMISED BLOOD的成員，一開始是樹理的副手，後來鮮血同盟成立後幫二木市率先潛入神濱並轉學到榮綜合學園打探消息。本身很不服輸的個性再加上言語毒舌，屬於容易起爭執的個性。由於非常熱衷于電玩因此常逛電玩遊樂場，也因此結識了玲奈並結為好友。
鈴鹿朔夜（聲：峰田茉優，角色設計：ヒゲ）
屬性：木／類型：攻擊／初始：2星
PROMISED BLOOD的成員，17歲的高中生，二木市率先潛入神濱的間諜之一，轉學至神濱市立大附屬學校，在田徑方面能力出眾，被喻為天才型運動員。跟時女一族的南津涼子有很深厚的交情。由於希望能讓結菜放下復仇心，因此目前正跟神濱魔法聯盟周旋。在第二部第七章中與南津涼子展開最後對決，最終靈魂寶石被擊碎而死亡。

#### 午夜0時的民間傳說（Folklore of 0）
冰室拉比（聲：指出毬亞）
16歲的高中生，里見太助委派給女兒那由他的女傭，來自於湯之國市，是當地一家溫泉旅館老闆的女兒，也是午夜0時的民間傳說（Folklore of 0）的首領，作為魔法少女的實力堅強，因此常常保護實力較弱的那由他和美影。常常會預言各派系鬥爭后的結果，很仰慕里見太助甚至有一點愛慕的感覺。
栗栖亞麗珊卓（聲：早濑莉花，角色設計：蒼樹梅）
屬性：木／類型：支援／初始：4星
新生Magius的成員，藍家姬奈的蜜友，日俄混血兒，來自湯之國市的高中生，從小一直是合唱團的成員。曾經喜歡上學校合唱團的指導老師，但後來因為兩人的親密互動導致他們開始交往的傳言在學校散開，因此許願對老師沒有愛慕之情。即便真實身分為午夜0時的民間傳說的間諜被姬奈知曉卻依然被信任，可見姬奈與其親密的程度，然而姬奈後期越發偏執的態度，導致她放棄對其監視者的身分，離開了新生Magius。
三浦旭（聲：入江麻衣子）
時女一族於外地的成員，實際上是拉比派遣並滲透進時女一族的臥底，湯之國獵戶家出身，因此常常為時女一族準備各種肉類料理。雖然是臥底，但也常常幫助靜香解決困難，由於魔法少女真相遍佈湯之國市後造成的慘案，因此本身有被嚴重虐待的跡象。
有愛麗（聲：丸岡和佳奈）
PROMISED BLOOD的新成員，但真實身分其實是湯之國當地專職微電影的地方偶像，是0時裡面年紀最小，剛搬來二木市，一滲透PROMISED BLOOD初次出場便從神濱魔法聯盟手上擄走了羽衣以獲得結菜信任，除了默默聽從結菜的指令外，其實自己真心對PROMISED BLOOD是素無好感。

#### Puella Care（ピュエラケア）
在主線故事第2部登場的魔法少女集團。詳見#組織、團體。
莉薇婭·梅黛洛斯（聲：黑木穗乃香）
屬性：無／類型：支援／初始：4星
Puella Care調整屋的領導人。戴著眼鏡，操關西腔。教導美玉調整技術的人，也被其他調整屋稱為「老師」。因察覺美玉打破了「中立」信條而造訪神濱市，其間也為二木市的魔法少女提供了調整服務。
篠目夜鶴（聲：若松來海）
屬性：無／類型：攻擊／初始：4星
Puella Care調整屋的一員。很有禮貌。曾在對自己管教嚴格的母親車禍去世時，一度因內疚想自盡，爾後向丘比許願殺死背負罪惡感的自己。
佐和月出里（聲：汐入明日香，角色設計：渡邊明夫）
屬性：無／類型：防禦／初始：4星
Puella Care調整屋的一員。12歲在家自學的小學生，經常用斗篷遮住嘴巴，若無夜鶴的翻譯，就沒人聽懂他在說什麼，但對關係親密的人(尤其夜鶴和美影)會用心靈連結溝通。個性內向的月出里因為在校園持槍案中被其他同學推出去當人質，心生不滿的她向丘比許願唯獨自己存活的願望，導致犯人殺害了班上其他的同學。事後，月出里因自責而罹患PTSD症候群而無法正常說話，僅能透過心靈感應與信任的魔法少女交流。

#### 其他主要人物
丘比（聲：加藤英美里）
能為少女實現一個願望的神秘生物。
小小丘比（聲：加藤英美里）
屬性：闇／類型：極限／初始：4星
玩家在劇情中可操作的角色。不會說話，只會發出啾、萌啾、噗啾等叫聲。據說小小丘比出現在神濱市後，丘比就不見蹤影了，被八千代視為不正常的現象。
因燈花一行人的願望，被奪走能力的丘比產生的型態，成為了保存羽衣存在的容器。
佐鳥籬（聲：高尾奏音）
屬性：木／類型：支援／初始：4星
一位剛從外縣市轉學搬家到神濱市的少女，在一次誤闖魔女結界時被彩羽所救，因此很執著彩羽。雖然本身不是魔法少女，但因為曾在里見太助底下學習過，加上本身被謠言附身，因此知道魔法少女的所有事情的原因，也能感知每個魔法少女的動態。第二部後期終於向丘比許願，願望是令丘比永遠無法干預自動淨化系統。
里見那由他（聲：春花蘭）
屬性：闇／類型：支援／初始：4星
15歲的中學生，民宿學家里見太助的女兒、燈花的堂姐。原本在寶崎市上學，為了尋找自己的父親而來到了神濱市，由於曾經跟燈花有過歷史學術上的爭論，因此堂姊妹之間的關係很差。

#### Puella Historia登場的魔法少女
水名露（聲：羊宮妃那）
屬性：水／類型：均衡／初始：4星
千鶴（聲：立花日菜）
屬性：火／類型：攻擊／初始：4星
埃博妮（聲：楠木燈）
屬性：闇／類型：魔法／初始：4星
奧爾加（聲：安濟知佳）
屬性：水／類型：攻擊／初始：4星
岡希爾德（聲：富田美憂）
屬性：火／類型：均衡／初始：4星
赫露迦（聲：若山詩音）
屬性：木／類型：支援／初始：4星
台與（聲：山田美沙希）
屬性：光／類型：魔法／初始：4星
阿瑪琉莉斯（聲：鈴代紗弓）
屬性：無／類型：支援／初始：4星

#### 魔法少女小圓 Scene 0登場角色
愛生眩（聲：早見沙織）
屬性：無／類型：魔法／初始：3星

### 次要人物
涵蓋本作原創角色、官方同人魔法少女小圓漫畫作品的角色、數個外部作品的角色在內，主要出現於個人劇情故事，以及期間限定事件中登場的可遊玩角色。

## 設定
關於基本世界設定，請參見魔法少女小圓。本作與原作的共通術語（魔法少女、靈魂寶石、魔女、悲嘆之種等），請參見魔法少女小圓#登場人物與道具

### 故事舞台、設施
神濱市（／ Kamihama-shi）
本作的主要舞台，是一個由9個區所構成的架空新興都市，人口接近300萬。包括「這是一個魔法少女可透過魔女化身（Doppel）維持原樣生活的地方」在內，該地與魔法少女有關的傳聞特別多。以見瀧原市為首，各地的魔女都在急遽減少，唯有神濱不減反增，就連使魔都異常強大，與其他都市相比極不尋常。
市內存在東西部的經濟差距和對立。在魔法少女之間，也有西神濱地區（新西區、水名區、參京區、榮區）和東神濱地區（大東區、工匠區），加上中央地帶（中央區、南凪區）之間的派系衝突。
| 新西區（／ Shinsei-ku） 桃子的小隊的活動區域，七海八千代的「三日月莊」、八雲美玉的「調整屋」、里見醫院都位於此區。 神濱市立大學附屬學校的所在地。 水名區（／ Mizuna-ku） 位在曾經的城下町，殘留充滿歷史感的老街。透過「水名大橋」與毗鄰的新西區連接，可搭乘電車抵達。有關男女悲戀的傳說，以及能見到思念之人的「通靈神社的傳聞」相當出名，依此為中心的都市振興集郵活動正在進行中。此外，本區自古以來奉行「水名女子注重禮節和傳統，努力成為不辱歷史和家鄉的優秀女子」的習俗。 水名女子學院的所在地，天音月夜在此就學。 參京區（／ Sankyōku） 由比鶴乃的老家經營的中華料理店「萬萬歲」位於此區。 參京院教育學園的所在地，擁有小學、中學、高中的一貫體制。柊音夢在此就學。 中央區（／ Chūō-ku） 不屬於東、西神濱的中立地帶。聳立一座巨大的電波塔，其上寄宿著「電波少女」的傳聞，「無名人工智慧的謠言」之所在。 中央學園的所在地，深月菲莉西亞在此就學，制服是藍色格子裙子式樣的水手服。 | 榮區（／ Sakae-ku） 位於東神濱地區，擁有時尚街等設施。 榮綜合學園的所在地，阿莉娜·格雷與御園花凜在此就學。 工匠區（／ Kōshō-ku） 奉行「男人是負責工作的工匠，女人必須支持男人並維持一個家」的古老習俗的地區。 工匠學舍的所在地，天音月咲在此就學。 大東區（／ Daitō-ku） 真尾日美香居住的地區。以神濱市中治安最惡劣的地區廣為人知，相野美都三人組居住的大東公寓社區也在此區。 大東學院的所在地，擁有小學、中學、高中的一貫體制。和泉十七夜等人在此就學。 南凪區（／ Minagi-ku） 蒼海幫的活動據點，地理靠海的區。 南凪自由學園的所在地，主線故事第1部結束後，柊櫻子開始在此就學。 北養區（／ Hokuyō-ku） 區內的山中有「萬年櫻的謠言」和天文臺，Magius的根據地「Fenthope飯店」也在此區。 聖莉莉安娜學園的所在地，里見燈花在此就學。 |

鏡屋（／ Kagami-yashiki）
鏡之魔女所製作的，被稱為「無限鏡像」的特殊結界。
寶崎市（／ Takarazaki-shi）
環彩羽的出身地，黑江居住的地方。
霧峰村（／ Kirimine-mura）
時女一族所在的村落，位在人造衛星照不到、手機信號也傳不到的深山裡。一族做為日本的黑暗組織，只有極少數的警、政界人士知道其存在。一般村民以「巫」稱呼魔法少女，以「惡鬼」稱呼魔女。
二木市（／ Futatsugi-shi）
遠離神濱市的城市，市內以河流為界，分為北側的「虎屋町」與南側的「龍崎」，紅晴結菜、大庭樹里各自於兩地組隊狩獵丘比，因此市內幾乎沒有丘比出現。因受到Magius等人的計畫所影響，發生了魔女枯竭期與「血之慘劇」。
見瀧原市（／ Mitakihara-shi）

### 組織、團體
三日月莊隊伍（ Chīmu Mikazuki-sō）
以七海八千代繼承自祖父母的住宿設施「三日月莊」為據點的隊伍。歷經一連串事件後，由比鶴乃以外的隊伍成員在此定居。
Magius之翼（ Magiusu no Tsubasa）
一個以「解放魔法少女」為活動理念的魔法少女集團。以最高層「Magius」的3名魔法少女為首，加上穿戴白帽的「白羽毛」幹部、穿戴黑帽的「黑羽毛」基層魔法少女們所組成。根據Magius之一的里見燈花所說，神濱市的魔女化身（Doppel）現象就是白羽毛一手策劃的解放行動。至於「謠言」是另一名Magius柊音夢所製作的。
神濱魔法聯盟（ Kamihama Magia Yunion，Kamihama Magia Union）
討伐魔女之夜（ワルプルギスの夜）之後成立的神濱市的魔法少女同盟，目的是將「自動淨化系統」擴大至全世界。以三日月莊成員、阿莉娜以外的原Magius成員為中心，儘管大力勸誘，但常盤七香與靜海木葉的隊伍拒不參加，仍有許多魔法少女對聯盟感到不信任。
時女一族（／ Tokime Ichizoku）
隱身於霧峰村的黑暗組織。做為本家的代表，時女靜香致力聚集全國各地的時女一族的末裔。贊同「神濱魔法聯盟」的理念，打算拯救魔法少女們免於魔女化的悲運。
PROMISED BLOOD（ Puromisuto Buraddo）
中文別稱為「血盟」，以二木市為據點的團體。由於Magius的陰謀造成二木市的魔女枯竭，引起了巨大的慘劇。但享有自動淨化系統的神濱市的魔法少女們對此毫不知情，事後，對此感到憤怒的紅晴結菜建立了本組織，目的是奪走自動淨化系統，為迄今為止無端犧牲的魔法少女們報仇。成員中的結菜、樹里、藍3人結為義姊妹，各自以長女、次女、三女的身份行動著。
在第二部第七章後由於彩羽和結菜達成和解因此已停止復仇行動，並於第二部結局後解散。
Neo-Magius（ Neo Magiusu）
中文別稱為「新翼」，由Magius之翼的殘黨組成的組織。繼承里見燈花提出過的「魔法少女應該立於世界之顛」的理念，奉行「魔法少女至上主義」。起初在時雨與育夢領頭時期相當弱勢，然而中期在藍家姬奈的帶領以及擁有神樂燦這位前Magius之翼的統籌教官訓練下，實力很快迅速壯大。
Puella Care（ Pyuera Kea）
在世界各地巡迴的調整屋集團，恪守「對所有魔法少女絕對中立」的信條。
午夜0時的民間傳說（ Gozen Rei-ji no Fōkuroa）
中文別稱為「民俗」，英文名為（見於標誌，“0”在標誌中帶斜線），來自於湯之國市的魔法少女組織。以里見太助為中心並由冰室拉比為領導，目的是「為了阻止神濱魔法少女戰爭帶來的毀滅結局」。有別於其他派系多是團體為主，民俗派系只是一個以冰室拉比、栗栖亞麗珊卓、三浦旭、有愛麗為主力的四人魔法少女小隊，小隊現在的行動方式為讓後三者分別滲透進新翼、時女、血盟並等待行動，並重點保護里見那由它。

### 本作原創反派
謠言（ Uwasa）
神濱市存在各式各樣的傳聞（類似都市傳說），其中一些透過名為「謠言」的神秘力量加以實現。「謠言」的力量會對某些特定傳聞發揮作用，並且會試圖排除那些吻合傳聞內容行動的人。它會在自己的周圍展開類似結界的空間，也帶領類似使魔的手下，擁有與魔女近似的性質。但兩者的魔力波動不一樣，即使討伐「謠言」也不會掉落悲嘆之種。對於自己掌管的謠言的有關感情與概念相當堅持，反之可能成為自身的弱點。
心魔（ Kimochi）
不同於魔女和謠言，會變成手鐲附著在戰勝的對象身上。一旦被覆著，只能將自己的生命讓給它。此外，真名不是魔法文字，而是以八卦為基礎的原創符號。這是在EVE與小小丘比一體化時，不慎散落的寶石碎片所誕生的。手鐲因此隱藏著巨大力量。
使用心魔的力量時會有被其控制的風險，只有彩羽不會發生這種情況（會有這種情形可能是因為心魔是EVE的碎片，因此可能也繼承了羽衣對彩羽的情感），當彩羽獲得所有心魔力量並和小小丘比以及羽衣融合時便會變為名為「∞彩羽」的特殊形態。

### 其他
魔女化身（ Dopperu，Doppel）
神濱市的特殊現象，每當靈魂寶石過於污穢時，就會自然發動的一種力量。它會將污穢轉換為可利用的力量，發動魔女化身後靈魂寶石就會被淨化。正因如此，該地不會出現本應發生的「魔法少女魔女化」現象。
然而電視動畫版卻更加描述了如果魔法少女過於頻繁的使用魔女化身，會導致化身暴走並吞噬少女的身體和心靈使其失去人性的症狀，魔女化身症的患者都會被八雲美玉隔離在位於渺望之館內部的魔女化身症患者隔離設施靜待治療，然而目前除了被化身本身用美夢保護的彩羽外，仍未有任何一位魔法少女脫離症狀。
自動淨化系統
里見燈花設計的系統，她與環羽衣、柊音夢三人各自奪走了丘比的能力，將魔法少女們的污穢「回收」變成可利用的魔力能源，將魔力具現化並回饋宇宙，解決魔法少女們的魔女化和熵減問題。Magius之翼事件後，為享用這個系統，各地的魔法少女們紛紛往神濱市聚集。

## 音樂

### 第1部
主題曲
作詞、作曲：渡邊翔，編曲：倉內達矢，主唱：TrySail
片尾曲
作詞、作曲：渡邊翔，編曲：市川淳，主唱：環彩羽（麻倉桃）

### 第2部
主題曲
作詞、作曲：渡邊翔，編曲：伊藤翼，主唱：TrySail
印象曲
作詞：磯谷佳江，作曲：小野貴光，編曲：湯淺篤，主唱：ClariS
片尾曲
作詞：渡邊翔，作曲：渡邊翔，編曲：湯淺篤，主唱：三日月莊（環彩羽（麻倉桃）、七海八千代（雨宮天）、由比鶴乃（夏川椎菜）、深月菲莉西亞（佐倉綾音）、二葉紗奈（小倉唯）、環羽衣（石見舞菜香））

### 插曲

作詞、作曲：渡邊翔，編曲：佐佐木裕，主唱：史乃沙優希（Machico）

作詞、作曲：渡邊翔，編曲：森谷敏紀，主唱：時女一族（時女靜香（內田秀）、廣江千春（相良茉優）、土岐沙绪（大西亞玖璃））

作詞、作曲：渡邊翔，編曲：清水哲平，主唱：KAMIHA☆MAGIKA（小彩羽（麻倉桃）、小玲奈（石原夏織）、小梨花（伊藤加奈惠）、小佳子（鈴木繪理）、小麻美（水橋香織））

### 原聲帶
OST
2018年8月22日發售，共包含2片CD。Disc 1收錄本作原創的BGM和主題曲，Disc 2收錄三日月莊團隊5人登場的廣播劇。除了梶浦由記製作的原作電視動畫系列與劇場版的配樂之外，還收錄了原創歌曲。
| Disc 1   | Disc 1               | Disc 1            | Disc 1            | Disc 1 |
| 曲序     | 曲目                 | 作曲              | 編曲              | 时长   |
| -------- | -------------------- | ----------------- | ----------------- | ------ |
| 1.       | Inception            | 古川亮            | 古川亮            | 2:13   |
| 2.       | Infinite Battle      | 古川亮            | 古川亮            | 1:48   |
| 3.       | First Contact        | 井上泰久          | 井上泰久          | 1:31   |
| 4.       | Awaken               | 小澤享平          | 小澤享平          | 1:42   |
| 5.       | Place to Hunt        | 井上泰久          | 井上泰久          | 1:31   |
| 6.       | Intermediate         | 千葉"naotyu-"直樹 | 千葉"naotyu-"直樹 | 0:58   |
| 7.       | Welcome to Mirrors   | 千葉"naotyu-"直樹 | 千葉"naotyu-"直樹 | 1:41   |
| 8.       | Repeat Days          | 井上泰久          | 井上泰久          | 1:01   |
| 9.       | Memories             | 井上泰久          | 井上泰久          | 1:08   |
| 10.      | Twilight             | 井上泰久          | 井上泰久          | 1:01   |
| 11.      | To Remember          | 小澤享平          | 小澤享平          | 1:01   |
| 12.      | Remain               | 小澤享平          | 小澤享平          | 1:19   |
| 13.      | Coordinator          | 井上泰久          | 井上泰久          | 1:26   |
| 14.      | Lost Tension         | 小澤享平          | 小澤享平          | 1:10   |
| 15.      | Anxiety              | 井上泰久          | 井上泰久          | 1:09   |
| 16.      | Touch One's Heart    | 小澤享平          | 小澤享平          | 1:06   |
| 17.      | Be Terrified         | 古川亮            | 古川亮            | 1:54   |
| 18.      | Creation             | 井上泰久          | 井上泰久          | 1:37   |
| 19.      | Wings of Magius      | 井上泰久          | 井上泰久          | 1:50   |
| 20.      | Full Moon            | 井上泰久          | 井上泰久          | 1:42   |
| 21.      | The Imaginator       | 井上泰久          | 井上泰久          | 1:38   |
| 22.      | Uwasa-san            | 井上泰久          | 井上泰久          | 1:12   |
| 23.      | The Lecture          | 井上泰久          | 井上泰久          | 1:16   |
| 24.      | Into The Territory   | 小澤享平          | 小澤享平          | 1:16   |
| 25.      | Hotel Fenthope       | 小澤享平          | 小澤享平          | 1:07   |
| 26.      | Thought of You       | 小澤享平          | 小澤享平          | 1:11   |
| 27.      | Battle Fields        | 古川亮            | 古川亮            | 1:42   |
| 28.      | Initiation Battle    | 井上泰久          | 井上泰久          | 1:48   |
| 29.      | The Crow             | 斎木達彦          | 斎木達彦          | 1:29   |
| 30.      | Magical Artist       | 小澤享平          | 小澤享平          | 1:51   |
| 31.      | Calculated Future    | 井上泰久          | 井上泰久          | 1:56   |
| 32.      | Last Dungeon         | 古川亮            | 古川亮            | 1:57   |
| 33.      | Reunion              | 古川亮            | 古川亮            | 1:49   |
| 34.      | The Other Side       | 井上泰久          | 井上泰久          | 1:33   |
| 35.      | Battle Bell          | 千葉"naotyu-"直樹 | 千葉"naotyu-"直樹 | 2:02   |
| 36.      | Depth in the Mirror  | 千葉"naotyu-"直樹 | 千葉"naotyu-"直樹 | 1:47   |
| 37.      | One Day She Meets    | 千葉"naotyu-"直樹 | 千葉"naotyu-"直樹 | 1:09   |
| 38.      | Sunshine of the Mind | 小澤享平          | 小澤享平          | 1:30   |
| 39.      | Day of Rest          | 井上泰久          | 井上泰久          | 1:21   |
| 40.      | Plot                 | 古川亮            | 古川亮            | 1:29   |
| 41.      | Farewell             | 斎木達彦          | 斎木達彦          | 1:19   |
| 42.      | Complex Home         | 小澤享平          | 小澤享平          | 1:14   |
| 43.      | Painful Memories     | 千葉"naotyu-"直樹 | 千葉"naotyu-"直樹 | 1:24   |
| 44.      | Inerasable           | 小澤享平          | 小澤享平          | 1:19   |
| 45.      | This Morning         | 斎木達彦          | 斎木達彦          | 1:08   |
| 46.      | There is             | 小澤享平          | 小澤享平          | 1:12   |
| 47.      | Little Trick         | 小澤享平          | 小澤享平          | 1:15   |
| 48.      | Hot Summer Day       | 小澤享平          | 小澤享平          | 1:26   |
| 49.      | かかわり             |                   |                   | 4:23   |
| 总时长： | 总时长：             | 总时长：          | 总时长：          | 74:31  |

| Disc 2 | Disc 2   | Disc 2 |
| 曲序   | 曲目     | 时长   |
| ------ | -------- | ------ |
| 1.     | Chapter1 | 4:36   |
| 2.     | Chapter2 | 7:02   |
| 3.     | Chapter3 | 9:13   |
| 4.     | Chapter4 | 3:56   |

## 漫畫

### 魔法☆報告
魔法☆報告 魔法少女圖鑑（Magia Report）是2017年3月10日至8月22日於官方網站連載的短篇漫畫，以宣傳外傳及複習原作《魔法少女小圓》為主要內容，由PAPA (漫畫家)執筆，每週2回，全46話，其後出版成冊。2017年9月19日開始連載第2部，每週1回。
2019年7月重播的電視動畫《魔法少女小圓》每話片尾皆追加《魔法紀錄 魔法少女小圓外傳》的動畫化預告CM，內容為PAPA全新繪製的《魔法☆報告劇場》迷你動畫。此作也發布於手機遊戲與Aniplex的官方Twitter上。
繁體中文版由東立出版社發行。
| 卷數 | 芳文社        | 芳文社                 | 東立出版社     | 東立出版社             |
| 卷數 | 發售日期      | ISBN                   | 發售日期       | ISBN                   |
| ---- | ------------- | ---------------------- | -------------- | ---------------------- |
| 1    | 2019年3月22日 | ISBN 978-4-8322-7078-7 | 2019年12月2日  | ISBN 978-957-26-4016-6 |
| 2    | 2019年4月19日 | ISBN 978-4-8322-7083-1 | 2022年11月10日 | ISBN 978-957-26-4017-3 |
| 3    | 2020年4月3日  | ISBN 978-4-8322-7183-8 | 2023年7月14日  | ISBN 978-957-26-7296-9 |
| 4    | 2021年4月5日  | ISBN 978-4-8322-7268-2 |                |                        |
| 5    | 2022年4月4日  | ISBN 978-4-8322-7358-0 |                |                        |
| 6    | 2023年4月1日  | ISBN 978-4-8322-7453-2 |                |                        |

### 魔法紀錄 魔法少女小圓外傳
本作的漫畫化作品。最初在芳文社《Manga Time Kirara Forward》2018年10月號開始連載。作畫為。
繁體中文版由東立出版社發行。
| 卷數 | 芳文社         | 芳文社                 | 東立出版社    | 東立出版社             |
| 卷數 | 發售日期       | ISBN                   | 發售日期      | ISBN                   |
| ---- | -------------- | ---------------------- | ------------- | ---------------------- |
| 1    | 2019年3月22日  | ISBN 978-4-8322-7077-0 | 2019年12月2日 | ISBN 978-957-26-3950-4 |
| 2    | 2020年1月4日   | ISBN 978-4-8322-7147-0 | 2022年8月4日  | ISBN 978-957-26-3951-1 |
| 3    | 2020年2月4日   | ISBN 978-4-8322-7160-9 | 2023年4月27日 | ISBN 978-957-26-7305-8 |
| 4    | 2021年6月11日  | ISBN 978-4-8322-7280-4 |               |                        |
| 5    | 2021年12月10日 | ISBN 978-4-8322-7330-6 |               |                        |
| 6    | 2022年8月10日  | ISBN 978-4-8322-7385-6 |               |                        |
| 7    | 2023年3月10日  | ISBN 978-4-8322-7443-3 |               |                        |
| 8    | 2023年10月12日 | ISBN 978-4-8322-7492-1 |               |                        |
| 9    | 2024年6月11日  | ISBN 978-4-8322-9555-1 |               |                        |
| 10   | 2024年10月10日 | ISBN 978-4-8322-9577-3 |               |                        |
| 11   | 2025年5月12日  | ISBN 978-4-8322-9634-3 |               |                        |

### 魔法紀錄 魔法少女小圓外傳 Another Story
本作的支線劇情漫畫化作品。最初於2019年3月29日在芳文社的漫畫網站「COMIC FUZ」公開第1話，同年5月22日開始連載。作畫為U35。
| 卷數 | 芳文社        | 芳文社                 |
| 卷數 | 發售日期      | ISBN                   |
| ---- | ------------- | ---------------------- |
| 1    | 2020年3月4日  | ISBN 978-4-8322-7173-9 |
| 2    | 2021年6月11日 | ISBN 978-4-8322-7281-1 |

### 魔法紀錄 魔法少女小圓外傳 漫畫選集
2019年4月19日發售漫畫選集，共有24名漫畫家執筆。
| 卷數 | 芳文社        | 芳文社                 |
| 卷數 | 發售日期      | ISBN                   |
| ---- | ------------- | ---------------------- |
| 1    | 2019年4月19日 | ISBN 978-4-8322-7084-8 |

## 舞台劇
官方於2018年7月10日宣布，女子偶像團體平假名櫸坂46將在TBS赤坂ACT劇場演出本作改編舞台劇，時間訂於2018年8月24日至2018年9月9日。
本劇由兒玉明子主導演出、畑雅文撰寫腳本，主要故事在原創場景中完成。演員將從平假名櫸坂46成員中選出約10人，並另選相同人數參與演出（於演員名單外）。選自平假名櫸坂46的演員陣容於2018年7月20日公布，其他演員則稍晚於2018年7月23日公布。
2018年11月24日，千秋樂公演在TBS電視台第2頻道轉播。2019年2月27日，發售包含千秋樂公演的藍光光碟（BD）與DVD。

### 登場角色（舞台劇）
- 環彩羽 - 柿崎芽實（平假名櫸坂46）[48]
- 七海八千代 - 佐佐木美玲（平假名櫸坂46）[48]
- 由比鶴乃 - 富田鈴花（平假名櫸坂46）[48]
- 深月菲莉西亞 - 渡邊美穗（平假名櫸坂46）[48]
- 二葉莎奈 - 潮紗理菜（平假名櫸坂46）[48]
- 鹿目圓 - 丹生明里（平假名櫸坂46）[48]
- 曉美焰 - 河田陽菜（平假名櫸坂46）[48]
- 佐倉杏子 - 齊藤京子（平假名櫸坂46）[48]
- 美樹沙耶香 - 金村美玖（平假名櫸坂46）[48]
- 巴麻美 - 加藤史帆（平假名櫸坂46）[48]
- 天音月夜 - 倉持聖菜[48]
- 天音月咲 - 黑崎純[48]
- 八雲美玉 - 門田奈菜[48]
- 梓美冬 - 大胡愛惠（日语：大胡愛恵）[48]
- 環羽衣 - 國分亞沙妃[48]
- 其他 - 伊地華鈴、諏訪百妃子、土井千笑、長岡美紅、中村直美（日语：中村直美）、松田恵輪[48]

### 工作人員（舞台劇）
- 原作 - Magica Quartet[49]
- 演出 - 兒玉明子（日语：児玉明子）[49]
- 脚本 - 畑雅文[49]
- 主辦 - 舞台劇「魔法紀錄」製作委員會[49]

## 電視動畫
電視動畫《魔法紀錄 魔法少女小圓外傳》於2018年宣布製作。歷經一次延期與多國多次先行上映後，於2020年1月4日起在TOKYO MX首播，全13話。最後一集播放時，官方宣佈將會製作新一季度動畫，繼續未完成的故事。
開播前夕，總導演劇團狗咖喱建議觀眾「至少看過《魔法少女小圓》的前2話」以利觀賞《魔法紀錄》動畫版。
2021年6月末，官方宣佈將會製作第2季《覺醒前夜》，全8話；及最終季《淺夢的黎明》，分別於7月31日及2022年4月3日首播。

### 製作
| 職位       | 第一季                             | 第二季 覺醒前夜                      | 最終季 淺夢的黎明           |
| ---------- | ---------------------------------- | ------------------------------------ | --------------------------- |
| 原作       | Magica Quartet                     | Magica Quartet                       | Magica Quartet              |
| 總導演     | 劇團狗咖喱（泥犬）                 | 劇團狗咖喱（泥犬）                   | 劇團狗咖喱（泥犬）          |
| 角色原案   | 蒼樹梅                             | 蒼樹梅                               | 蒼樹梅                      |
| 導演       | 宮本幸裕（副）                     | 宮本幸裕 吉澤翠（副）                | 宮本幸裕 吉澤翠（副）       |
| 系列構成   | 劇團狗咖喱（泥犬）                 | 劇團狗咖喱（泥犬） 高山克彥          | 劇團狗咖喱（泥犬） 高山克彥 |
| 編劇       | 劇團狗咖喱（泥犬） 小川楓 池梟龍馬 | 劇團狗咖喱（泥犬） 高山克彥 西部真帆 | 高山克彥 西部真帆           |
| 角色設計   | 谷口淳一郎                         | 谷口淳一郎                           | 谷口淳一郎                  |
| 總作畫監督 | 谷口淳一郎 杉山延寬 山村洋貴       | 谷口淳一郎 伊藤良明 岩本里奈         | 谷口淳一郎                  |
| 動作導演   | 橋本敬史                           | 不適用                               | 不適用                      |
| 主要動畫師 | 伊藤良明 高野晃久 宮井加奈         | 高野晃久 宮井加奈 川田和樹 長田寬人  | 宮井加奈 長田寬人 川田和樹  |
| 美術監督   | 内藤健                             | 内藤健                               | 内藤健                      |
| 色彩設計   | 日比野仁                           | 日比野仁                             | 日比野仁                    |
| 剪接       | 松原理惠                           | 松原理惠 白石茜                      | 松原理惠                    |
| CG監督     | 島久登                             | 島久登                               | 島久登                      |
| 攝影監督   | 土屋康次                           | 江上憐                               | 江上憐                      |
| 劇本協力   | ELSEWARE                           | 不適用                               | 不適用                      |
| 音樂       | 尾澤拓實                           | 尾澤拓實                             | 尾澤拓實                    |
| 音響監督   | 鶴岡陽太                           | 鶴岡陽太                             | 鶴岡陽太                    |
| 動畫監修   | 新房昭之                           | 新房昭之                             | 新房昭之                    |
| 動畫製作   | SHAFT                              | SHAFT                                | SHAFT                       |

本作不是《魔法少女小圓》的續作，而是手機遊戲《魔法紀錄 魔法少女小圓外傳》動畫化的全新作品。儘管遊戲上市早期即有「動畫化」企劃，但直至2018年9月1日舉辦的Magia Day 2018活動中才首度公開「2019年電視動畫化」的消息，10月6日舉行的「MBS動畫祭2018」也宣佈MBS電視台於翌年開播。其後，官方復於2019年9月8日的Magia Day 2019活動宣佈延遲定檔「2020年1月」開播。負責動畫製作的仍是SHAFT公司。
製作班底透漏，電視動畫《魔法紀錄》仍將維持同名系列的嚴肅基調，但非單純的手機遊戲複製品。總導演認為「比對遊戲與動畫的差別」是樂趣之一，但主演之一的雨宮天擔心「遊戲成為動畫劇透」的可能性。此外，原系列的五大主角也將悉數登場。
電視動畫《魔法紀錄》在《animateTimes》發表的「2020年冬季新番期待榜」位居綜合排名第4名。主演麻倉桃、雨宮天及夏川椎菜皆作出過「壓力非同小可」的發言。

### 主題曲
第1期
片頭曲
作詞、作曲：渡邊翔，編曲： 湯淺篤，主唱：TrySail
第1話作為片尾曲使用，第3話未使用。曲名意為日文的「蒙蔽」。
片尾曲
（第2－12話）
作詞、作曲：毛蟹，編曲：湯淺篤，主唱：ClariS
第1话未使用。曲名意為希臘文的「真實」。
（第13話）
作詞、編曲：尾澤拓實，作詞、主唱：
曲名意為拉丁文的「黑化」。
插曲

作詞：泥犬，作曲：J·A·Seazer，編曲：日高哲英，主唱：加藤英美里
第1话「小小丘比」登場時使用。

作詞、作曲：渡邊翔，編曲：佐佐木裕，主唱：史乃沙優希（Machico）
第3话史乃沙優希（ ）演唱會片段登場時使用。
第2期
片頭曲
作詞、作曲：渡邊翔，編曲：湯淺篤，主唱：ClariS
第1話作為片尾曲使用。曲名意為英文的「粗心」。
片尾曲《Lapis》
作詞、作曲：渡邊翔，編曲：湯淺篤，主唱：TrySail
第1话未使用。曲名意為拉丁文的「石頭」。

### 各話列表
| 話數              | 日文標題  | 中文標題                 | 導演       | 劇本                               | 分鏡                        | 演出             | 作畫監督 | 片尾插画   | 主要改編  | 主要改編            | 首播日期      |
| 第1季             | 第1季     | 第1季                    | 第1季      | 第1季                              | 第1季                       | 第1季            | 第1季 | 第1季      | 第1季     | 第1季               | 第1季         |
| ----------------- | --------- | ------------------------ | ---------- | ---------------------------------- | --------------------------- | ---------------- | --- | ---------- | --------- | ------------------- | ------------- |
| 第1話             |           |                          | 宮本幸裕   | 小川楓 劇團狗咖喱（泥犬）          | 鈴木利正                    | 宮本幸裕         | 杉山延寬、山村洋貴 宮井加奈、伊藤良明                                                                             | PAPA       | 主線第1部 | 第1章               | 2020年 1月5日 |
| 第2話             |           |                          | 岡田堅二朗 | 小川楓 劇團狗咖喱（泥犬）          | 大谷肇                      | 大谷肇           | 佐藤隼也、伊藤良明 清水勝祐、宮嶋仁志                                                                             |            | 主線第1部 | 第1至2章            | 1月12日       |
| 第3話             |           |                          | 岡田堅二朗 | 小川楓 劇團狗咖喱（泥犬）          | 岡田堅二朗                  | 岡田堅二朗       | 伊藤良明、宮井加奈 淺井昭人、松崎嘉克                                                                             |            | 主線第1部 | 第1至2章            | 1月19日       |
| 第4話             |           |                          | 吉澤翠     | 小川楓 劇團狗咖喱（泥犬）          | 安食圭                      | 淺見隆司         | 宮嶋仁志、宮井加奈 武藤信宏、鳥山冬美 清水勝祐                                                                    | 枡狐       | 主線第1部 | 第3章               | 1月26日       |
| 第5話             |           |                          | 吉澤翠     | 小川楓 劇團狗咖喱（泥犬）          | 宮本幸裕 吉澤翠             | 吉澤翠           | 伊藤良明、清水勝祐 松崎嘉克、築山翔太 高野晃久                                                                    |            | 主線第1部 | 第3章               | 2月2日        |
| 第6話             |           |                          | 岡田堅二朗 | 池梟龍馬 小川楓 劇團狗咖喱（泥犬） | 二宮壯史                    | 宮本幸裕         | 正木優太 |            | 主線第1部 | 第4章               | 2月9日        |
| 第7話             |           |                          | 岡田堅二朗 | 池梟龍馬 小川楓 劇團狗咖喱（泥犬） | 大石美繪                    | 岡田堅二朗       | 宮嶋仁志、宮井加奈 武藤信宏、鳥山冬美 高岡希一、安食圭                                                            |            | 主線第1部 | 第4章               | 2月16日       |
| 第8話             |           |                          | 吉澤翠     | 小川楓 劇團狗咖喱（泥犬）          | 佐久間貴史                  | 宮崎修治         | 伊藤良明、高野晃久 佐藤準也、清水勝祐 松崎嘉克、築山翔太                                                          | U35        | 主線第1部 | 第5章               | 2月23日       |
| 第9話             |           |                          | 吉澤翠     | 小川楓 劇團狗咖喱（泥犬）          | 吉澤翠                      | 吉澤翠           | 吉田智裕、宮井加奈 武藤信宏、鳥山冬美 松崎嘉克、高岡希一 宮嶋仁志、高野晃久                                       | 吟         | 主線第1部 | 第5章               | 3月1日        |
| 第10話            |           | 我的名字                 | 吉澤翠     | 小川楓 劇團狗咖喱（泥犬）          | 大石美繪                    | 淺見隆司         | 伊藤良明、高野晃久 鳥山冬美、松崎嘉克 佐藤隼也、宮井加奈 宮嶋仁志、高岡希一 秋葉徹                                | QP:flapper | 主線第1部 | 第5章               | 3月8日        |
| 第11話            |           |                          | 宮本幸裕   | 池梟龍馬 小川楓 劇團狗咖喱（泥犬） | 宮崎修治                    | 高橋謙仁         | 伊藤良明、高野晃久 宮井加奈、船越麻友美 佐藤隼也、築山翔太 松崎嘉克、秋葉徹 高岡希一                              |            | 主線第1部 | 第6章               | 3月15日       |
| 第12話            |           |                          | 宮本幸裕   | 小川楓 劇團狗咖喱（泥犬）          | 佐久間貴史 平向智子         | 岡田堅二朗       | 小林大地、吉田友裕 木村博美、篠衿花 宮井加奈、岩本里奈 高野晃久、松崎嘉克 宮嶋仁志、船越麻友美 沼田誠也、伊藤良明 | 渡邊明夫   | 主線第1部 | 第6章               | 3月22日       |
| 第13話            |           |                          | 宮本幸裕   | 小川楓 劇團狗咖喱（泥犬）          | 鈴木利正 安食圭 宮本幸裕    | 宮本幸裕         | 伊藤良明、高野晃久 宮井加奈、船越麻友美 宮嶋仁志、築山翔太 岩本里奈、沼田誠也 松崎嘉克、宮崎修治                  | 蒼樹梅     | 主線第1部 | 第6章               | 3月29日       |
| 第2季 覺醒前夜    |           |                          |            |                                    |                             |                  | |            |           |                     |               |
| 第1話             |           |                          | 不適用     | 劇團狗咖喱（泥犬） 高山克彥        | 八瀨祐樹                    | 宮本幸裕         | 伊藤良明、山村洋貴 高野晃久、宮井加奈 秋葉徹、河島久美子                                                          | 茨乃       | 主線第1部 | 序幕                | 2021年 8月1日 |
| 第1話             | 支線第1部 | 第6章                    | 不適用     | 劇團狗咖喱（泥犬） 高山克彥        | 八瀨祐樹                    | 宮本幸裕         | 伊藤良明、山村洋貴 高野晃久、宮井加奈 秋葉徹、河島久美子                                                          | 茨乃       |           |                     | 2021年 8月1日 |
| 第2話             |           |                          | 不適用     | 劇團狗咖喱（泥犬） 高山克彥        | 宮本幸裕 吉澤翠             | 澀田直彰         | 伊藤良明、宮井加奈 佐藤隼也、宮嶋仁志                                                                             | 藤原       | 原創      | 原創                | 8月8日        |
| 第3話             |           |                          | 不適用     | 高山克彥                           | 吉澤翠                      | 吉澤翠           | 松崎嘉克、武藤信宏 宮井加奈、船越麻友美 高岡希一                                                                  |            | 原創      | 原創                | 8月15日       |
| 第4話             |           |                          | 不適用     | 高山克彥                           | 宮本幸裕 長田寬人           | 宮崎修治         | 清水勝祐、淺井昭人 松崎嘉克、高野晃久 宮崎修治、高岡希一                                                          | 藤真拓哉   | 原創      | 原創                | 8月22日       |
| 第5話             |           |                          | 不適用     | 西部真帆                           | 安食圭                      | 澀田直彰         | 淺井昭人、宮井加奈 高岡希一、船越麻友美 松崎嘉克、宮嶋仁志 清水勝祐、高野晃久                                     | 紅緒       | 原創      | 原創                | 8月29日       |
| 第6話             |           |                          | 不適用     | 西部真帆                           | 宮崎修治                    | 藤田星平         | 宮井加奈、宮嶋仁志 高野晃久、松崎嘉克 高岡希一、清水勝祐 淺井昭人                                                 | RIKI       | 原創      | 原創                | 9月5日        |
| 第7話             |           |                          | 不適用     | 高山克彥                           | 宮本幸裕 澀田直彰           | 宮本幸裕         | 宮嶋仁志、宮井加奈 高岡希一、清水勝祐 松崎嘉克、淺井昭人 鳥山冬美                                                 | 植田亮     | 主線第1部 | 第7至8章            | 9月12日       |
| 特別篇            | 不適用    | 不適用                   | 不適用     | 詳見各話工作人員                   | 詳見各話工作人員            | 詳見各話工作人員 | 詳見各話工作人員                                                                                                  | 今井キラ   | 動畫第2季 | 第1至7話 （總集篇） | 9月19日       |
| 第8話             |           |                          | 不適用     | 高山克彥                           | 吉澤翠                      | 吉澤翠           | 宮井加奈、宮嶋仁志 清水勝祐、西澤真也 武藤信宏、松崎嘉克 高野晃久、高岡希一 高橋美樹、鳥山冬美 杉山延寬、勝冶果步 |            | 主線第1部 | 第7至10章           | 9月25日       |
| 最終季 淺夢的黎明 |           |                          |            |                                    |                             |                  | |            |           |                     |               |
| 第1話             |           | 我們失敗了               | 不適用     | 西部真帆                           | 吉澤翠                      | 吉澤翠           | 宮井加奈、宮嶋仁志 武藤信宏、松崎嘉克 牛之濱由惟、高橋美樹 船越麻友美、河島久美子 高岡希一、宋善永                | 不適用     |           |                     | 2022年 4月3日 |
| 第2話             |           | 終將消失的少女們         | 不適用     | 高山克彥                           | 宮本幸裕 澀田直彰           | 澀田直彰         | 宮井加奈、宮嶋仁志 武藤信宏、松崎嘉克 牛之濱由惟、高岡希一 高橋美樹、船越麻友美 河島久美子                        | 不適用     |           |                     | 2022年 4月3日 |
| 第3話             |           | 還要當魔法少女到什麼時候 | 不適用     | 高山克彥                           | 藤田星平 吉澤翠             | 藤田星平 吉澤翠  | 宮井加奈、宮嶋仁志 武藤信宏、松崎嘉克 牛之濱由惟、高岡希一 高橋美樹、船越麻友美 河島久美子                        | 不適用     |           |                     | 2022年 4月3日 |
| 第4話             |           | 無人知曉的、我們的紀錄   | 不適用     | 高山克彥                           | 宮本幸裕 劇團狗咖喱（泥犬） | 宮本幸裕         | 宮井加奈、宮嶋仁志 武藤信宏、松崎嘉克 牛之濱由惟、高橋美樹 谷口淳一郎                                             | 不適用     |           |                     | 2022年 4月3日 |

### 播放

#### 電視台
日本
第1季
| 放送期間       | 放送時間                          | 放送局     | 対象地域 | 備考                  |
| -------------- | --------------------------------- | ---------- | -------- | --------------------- |
| 2020年1月5日 - | 週日 0:00 - 0:30（週六深夜時段）  | TOKYO MX   | 東京都   |                       |
|                |                                   | 栃木電視台 | 栃木縣   |                       |
|                |                                   | 群馬電視台 | 群馬縣   |                       |
|                |                                   | BS11       | 日本全國 | BS放送 /『ANIME+』枠  |
|                | 週日 2:08 - 2:38 （週六深夜時段） | 毎日放送   | 近畿地區 | 『Anime Shower』第1部 |
|                | 週日 22:00 - 22:30                | AT-X       | 日本全國 | CS放送 / 重播         |

海外
第1季
| 播放地区 | 播放电视台 | 播放日期            | 播放时间（UTC+8）        | 所屬聯播網        | 備註             |
| -------- | ---------- | ------------------- | ------------------------ | ----------------- | ---------------- |
| 臺灣     | Animax     | 2020年11月30日 - ？ | 星期一至日 19:00 - 20:00 | 衛星電視 網路電視 | 臺灣電視頻道首播 |

#### 網路
日本
第1季
| 播放期間                   | 播放時間 | 播放網站                                    |
| -------------------------- | --- | ------------------------------------------- |
| 2020年1月5日 -             | 週日 0:30 更新（週六深夜時段） | d動畫商城 d動畫商城 for Prime Video AbemaTV |
|                            | | 2020年1月8日 -                              |
| 週三 0:30 更新（週二深夜） | Netflix 萬代頻道 Hulu 亞馬遜影片 無限動畫 （ 日语 ： アニメ放題） FOD GYAO! （ 日语 ： GYAO!） Niconico頻道 VideoPass （ 日语 ： ビデオパス） J:COMオンデマンド （ 日语 ： J:COMオンデマンド） HikariTV （ 日语 ： ひかりTV） Video Market （ 日语 ： ビデオマーケット） music.jp DMM.com TVer MBS影片主義 （ 日语 ： MBS動画イズム） |                                             |
|                            | | 週三 0:45 更新（週二深夜）                  |
| Niconico生放送             | |                                             |
|                            | 週三 1:00 更新（週二深夜） | U-NEXT                                      |

臺灣
第1季
中華電信MOD、Hami Video、LiTV 線上影視、台灣大哥大myVideo、巴哈姆特動畫瘋、愛奇藝、遠傳電信friDay、Yahoo奇摩、中嘉bbTV、KKTV、LINE TV。
英語圈
第1季
Funimation、AnimeLab於2020年1月4日開播。
Crunchyroll、HIDIVE於2020年1月11日開播。
中國大陸
第1季
bilibili（獨家）。

#### 先行上映會
在正式開播前的數月中，部份內容被安排了先行上映（或詳#活動）：
第1季第1話：日本東京的Magia Day 2019活動會場（2019年9月8日）、福岡的KPF 2019活動會場（2019年11月30日）。
第1季第1～2話：
海外：美國紐約的Anime NYC活動會場（2019年11月16日）、法國巴黎的Grand Rex電影院（2019年12月17日）
日本：全國7座電影院於2019年12月23日上映－東京都新宿Wald 9、北海道札幌Cinema Frontier、神奈川縣横浜Burg 13、愛知縣Midland Square Cinema、大阪市梅田Burg 7、京都府T･Joy 京都、福岡市T･Joy 博多。

### BD&DVD
官方於開播首日就釋出了前5卷藍光光碟（BD）及DVD販賣資訊，每卷分為BD限定版、DVD限定版、DVD普通版，並包括多達15家的店舖限定特典。
| 卷數  | 發行日期      | 收錄話數  | 規格編號          | 規格編號          |
| 卷數  | 發行日期      | 收錄話數  | BD                | DVD               |
| 第1季 | 第1季         | 第1季     | 第1季             | 第1季             |
| ----- | ------------- | --------- | ----------------- | ----------------- |
| 1     | 2020年3月4日  | 第1-3话   | ANZX-15551～15552 | ANZB-15551～15552 |
| 2     | 2020年4月8日  | 第4-5话   | ANZX-15553～15554 | ANZB-15553～15554 |
| 3     | 2020年6月10日 | 第6-7话   | ANZX-15555～15556 | ANZB-15555～15556 |
| 4     | 2020年8月5日  | 第8-10话  | ANZX-15557～15558 | ANZB-15557～15558 |
| 5     | 2020年9月2日  | 第11-13话 | ANZX-15559～15560 | ANZB-15559～15560 |

### 影響

#### 評價
| 媒體             | 累積平均得分 |
| 第1季            | 第1季        |
| ---------------- | ------------ |
| Anikore          | 69.7 / 100   |
| MyAnimeList      | 6.73 / 10    |
| 豆瓣             | 7.5 / 10     |
| Bangumi 番组计划 | 6.9 / 10     |

儘管SHAFT公司首度採用原生1080P的分辨率製作，亦取得一定的商業成功，但本作第1季（第1～13話）首播期間評價不斷惡化，全方面（作畫、分鏡、劇本、敘事、人物塑造）的缺陷招致大量批評，較之九年前的原作呈現退步。
從開播迄完結，Anikore（あにこれ）同期好評度自第6名雪崩至第21名。MyAnimeList評分自7.68爆跌至6.73分（冬季第26名），是131部SHAFT公司歷代作品中第89名，甚至不如五年前長度不滿4分鐘的《小圓概念短片》（第70名）。在華語圈，豆瓣評分自8.9跌至7.5分。Bangumi評分自7.6跌至6.9分。臺灣巴哈姆特動畫瘋收視人次不斷流失，每話崩跌3000至6000人不等，總收視人次（47萬）僅為冬季第12名（不計上一季跨季作品）。

#### 市場反應
首日開播後，《魔法紀錄》的縮寫迅速躍升Twitter流行趨勢的全球第1及日本區第1。第3話開播後，主要角色巴麻美的名字迅速躍升Twitter流行趨勢的全球第6及日本區第1。
第5話是唯一被Netflix日文版施加「年齡限制」的單集。開播後，關鍵字、以及分別登上Twitter流行趨勢日本區第1、第5、第13與第16。在2020年2月10日發表的「AbemaTV冬季動畫初速排行」榜中，本作第1～6話位居累積收看數第3名、累積留言數第2名。
據3月9日最新統計，《魔法紀錄》第1卷碟片銷量達8353張，暫居冬季首位，遠不及原作電視動畫《魔法少女小圓》卷均的十分之一。惟这亦是制作公司SHAFT进入2000年代后所制作的动画除《物语系列》和原作之外首发销量最高的碟片产品。

## 日本電視廣告
- 阿麗娜·扎吉托娃（2018年8月15日 - ）※日本上市1周年紀念CM，穿著鹿目圓的Cosplay風格服裝。[83]
- 麻倉桃、雨宮天、夏川椎菜（2018年12月26日 - ）※年末年始CM「除夕夜鐘聲篇」、「小祕密篇」和「御節料理篇」。[84]
- 阿麗娜·扎吉托娃、叶甫根尼娅·梅德韦杰娃（2019年1月21日 - ） ※「再會篇」，扎吉托娃服裝不變，梅德韦杰娃穿著曉美焰的Cosplay風格服裝。[85]
- DJ KOO（日语：DJ KOO）（2019年7月26日 - ）※「夏天的魔法紀錄KOO!!篇」[86]
- 麻倉桃、雨宮天、夏川椎菜（2019年8月22日 - ）※日本上市2周年紀念CM「素麵篇」「玩水篇」「花火篇」[87]

## 活動

### Magia Day 2018
2018年9月1日遊戲上市1周年紀念活動。透過YouTube Live、AbemaTV、Periscope進行現場轉播。活動回顧了遊戲故事，蒼樹梅現場演示鏡像戰鬥、配音員演出朗讀劇、公佈遊戲的今後發展和動畫化，還有會場限定的TrySail的迷你演唱會。
演出：麻倉桃、雨宮天、夏川椎菜（以上3人作為TrySail團體演出）、佐倉綾音、小倉唯、悠木碧、加藤英美里、蒼樹梅、齋藤千和（秘密嘉賓）、外山佑介（Aniplex、遊戲製作人）、吉田尚記（日本放送廣播員、活動司儀）

### Magia Day 2019
2019年9月8日遊戲上市2周年紀念活動，在東京巨蛋城舉行，透過YouTube Live、Periscope進行現場轉播。活動回顧了遊戲故事第1部主線結局，蒼樹、泥犬、外山、石川4人演示鏡像戰鬥的淘汰賽、公佈電視動畫與遊戲的今後發展，還有會場限定的動畫第1話的先行上映、首支動畫正式預告片（PV），以及ClariS、時女一族、TrySail、麻倉的迷你演唱會。
演出：麻倉桃、雨宮天、夏川椎菜（以上3人作為TrySail團體演出）、小倉唯、石原夏織、大橋彩香、石見舞菜香、竹達彩奈、蒼樹梅、泥犬（劇團狗咖喱）、ClariS（秘密嘉賓）、內田秀、相良茉優、大西亞玖璃（以上3人作為「時女一族」特別嘉賓）、外山佑介（Aniplex、遊戲製作人）、石川達也（Aniplex、動畫製作人）、吉田尚記（日本放送廣播員、活動司儀）

### 活動參與
KPF 2019 
電視動畫《魔法紀錄》與2019年北九州流行文化節（KPF 2019；）合作，推出結合北九州市夜景的美術設計，並於活動期間（11月30日～12月1日）在西日本綜合展示場舉行主要配音員現場活動、動畫第1話「西日本最速上映」活動。
Anime Expo
2019年7月5日，SHAFT公司社長久保田光俊、配音員齋藤千和在美國洛杉磯Anime Expo（AX 2019）活動中宣布《魔法少女小圓》本篇故事還沒結束，且曉美焰仍將回歸。會場釋出電視動畫《魔法紀錄》的人物設定稿，包括首度披露的新角色（後證實為「黑江」）。
Anime NYC
2019年11月16日，久保田社長、配音員悠木碧聯袂出席美國紐約Anime NYC的特別活動。會場首播電視動畫《魔法紀錄》的第1、2話完整內容與第3話部份內容，並宣布一名「北美版限定遊戲角色」將於2020年實裝（後於2020年3月正式實裝「艾希莉·泰勒」）。

## 相關書籍

本作的設定資料集。收錄了各魔法少女Live2D立繪和表情、SD造型、設計設定，以及魔女化身（doppel）、魔女、謠言的設定。
1. 第一冊：2019年9月11日發售 ISBN 978-4-8322-7116-6
2. 第二冊：2020年2月29日發售 ISBN 978-4-8322-7161-6


遊戲上市2周年紀念活動「Magia Day 2019」的紀念冊，在Aniplex+網站上販售。內容演出配音員的寫真照片和採訪、相關作家與藝術家的插圖等構成。
刊載寫真照片的配音員有：麻倉桃、雨宮天、夏川椎菜、佐倉綾音、小倉唯、石見舞菜香、小松未可子、石原夏織、大橋彩香、釘宮理惠、諸星堇、竹達彩奈、堀江由衣
投稿作家、藝術家有：蒼樹梅、劇團狗咖喱（泥犬）、谷口淳一郎、PAPA、U35、TrySail、ClariS

## 延伸閱讀
- 銀河鐵道之夜
- TrySail
- SHAFT

### Twitter
1. 1 2 3  魔法紀錄 魔法少女小圓外傳於Twitter.
2. ↑  魔法紀錄 魔法少女小圓外傳於Twitter.

### 官方網站
1. 1 2  . .   [2019-04-05]. （原始内容存档于2021-05-29） （日语）.
2. 1 2  . .   [2019-09-08]. （原始内容存档于2021-01-01）.
3. 1 2 3 4 5 6  . .   [2017-08-21]. （原始内容存档于2017-08-20） （日语）.
4. ↑  . . 2017-04-07  [2017-08-20]. （原始内容存档于2017-08-20） （日语）.
5. ↑  . . 2017-04-11  [2017-08-20]. （原始内容存档于2017-08-20） （日语）.
6. ↑  . .   [2017年12月22日]. （原始内容存档于2021年4月29日） （日语）.
7. 1 2  . . 2017年3月24日  [2017年8月20日]. （原始内容存档于2017年8月20日） （日语）.
8. ↑  . . 2017-06-30  [2017-08-20]. （原始内容存档于2017-08-20） （日语）.
9. ↑  .   [2019-03-23]. （原始内容存档于2021-01-26）.
10. ↑  . .   [2020-01-07]. （原始内容存档于2020-10-21）.

### 劇情
1. 1 2
2. 1 2
3. 1 2 3 4 5 6
4. 1 2
5. 1 2
6. 1 2
7. 1 2
8. 1 2
9. 1 2
10. 1 2
11. 1 2 3
12. 1 2
13. 1 2 3 4
14. 1 2 3
15. 1 2
16. 1 2
17. 1 2
18. 1 2
19. 1 2 3
20. 1 2
21. 1 2
22. 1 2
23. 1 2
24. 1 2 3

## 外部連結
遊戲
- 第一部官方網站 （页面存档备份，存于）（日語）
- 第二部官方網站 （页面存档备份，存于）（日語）
- 的X（前Twitter）（日語）
- 繁體中文版官方網站 （页面存档备份，存于）（繁體中文）
- 的Facebook專頁（繁體中文）
- 簡體中文版官方網站 （页面存档备份，存于）（简体中文）
- 的新浪微博（简体中文）

動畫
- 電視動畫《魔法紀錄 魔法少女小圓外傳》官方網站 （页面存档备份，存于）（日語）